# Manizales
Manizales es un municipio colombiano, capital del departamento de Caldas. Está ubicada en el centro occidente de Colombia en la región paisa, haciendo parte del Eje Cafetero, sobre la Cordillera Central de los Andes y cerca del Nevado del Ruiz. Tiene una población de 464 027 habitantes (2024) y hace parte del Área metropolitana Centro Sur de Caldas junto con Neira, Palestina y Villamaría, siendo la región más poblada y competitiva del departamento con un aporte del 68 % de su PIB total. y una población total de 570 754 habitantes.
Fundada en 1849 por colonos antioqueños, hoy es una ciudad con actividades económicas, industriales, culturales y turísticas. De su actividad cultural son de resaltar la Feria de Manizales, Feria Taurina de Manizales, el Festival Internacional de Teatro de Manizales, siendo la ciudad teatral más importante en la historia de Colombia y el Festival Grita.
Como capital de departamento, Manizales alberga las sedes de la Gobernación de Caldas, la Asamblea Departamental, el Tribunal Superior de Distrito Judicial de Manizales, el Tribunal Administrativo de Caldas, la Comisión de Disciplina Judicial de Caldas, la Fiscalía General de la Nación, así como diferentes empresas públicas, instituciones y organismos del estado.
Manizales es denominada la "Ciudad de las Puertas Abiertas", también se le conoce como "Manizales del Alma" debido a un pasodoble taurino que lleva su nombre igualmente como "La Perla del Ruiz", "La Capital del Afecto" y "La Capital Mundial del Café".

## Toponimia
El origen del nombre Manizales deriva del descubrimiento de un tipo de rocas llamadas piedras de maní (rocas graníticas de color gris, compuestas por mica, feldespato y cuarzo) encontradas principalmente en un riachuelo en lo que actualmente se conoce como Maltería, al oriente de la ciudad.
Un conjunto de estas piedras de maní, sería llamado manizal.
Por lo tanto, Manizales significa: conjuntos de piedras de maní. Con esta palabra se bautizó al riachuelo que hoy se conoce como Quebrada Manizales y la cual daría nombre a la ciudad.

## Historia

### Pobladores indígenas
Las tierras sobre las que se levanta la ciudad de Manizales fueron habitadas en tiempos precolombinos por quimbayas, armas, ansermas, pícaras, zopias, pácuras, cacicazgos y carrapas.

### Fundación
Manizales fue fundada el 12 de octubre de 1849. Para fundarla, Marcelino Herrera Palacio eleva ante la Asamblea de Antioquia la solicitud para crear el distrito parroquial. Manuel María Grisales y Joaquín Antonio Arango lideraron el grupo de colonos que hizo posible la fundación de la ciudad. Su primer alcalde fue Antonio Ceballos. Asumió el 1.º de enero de 1850.

### Finales delsigloXIX
En 1869, durante la administración de Alejandro Gutiérrez Arango, se entregaron los terrenos a los primeros pobladores de la ciudad, después de un largo y violento litigio contra la compañía González y Salazar, propietaria de los terrenos donde se construyeron la mayoría de los pueblos del norte y del centro del departamento de Caldas.
La ciudad pronto se convirtió en centro educativo y hacia 1880 era un centro industrial con cultura típica antioqueña en el que el café se constituía como base de la economía regional. Adquirió importancia en las numerosas guerras civiles acaecidas en Colombia. Fue baluarte de la Antioquia conservadora y solo durante una ocasión fue ocupada por los liberales caucanos. De ahí que la ciudad recibiera el apodo de Nido de Águilas.
El impacto de estas, paradójicamente, acrecentó su importancia como centro de comercio y comunicaciones.

### SigloXX
A principios del siglo XX, gracias al sistema de Juan Callejas de rebanar las colinas con sistemas de guadua, a pesar de su inestabilidad, la ciudad se fue conformando como tal; aún hoy, hay barrios que están sobre colinas rebanadas y rellenos.
En 1880 Manizales contaba con diez ingenios paneleros, ocho tejares, una fábrica de licor, dos tenerías para curtir, tres zapaterías, tres telares y cuatro talabarterías. Desde 1885, se venía sosteniendo la idea de crear un departamento por parte de líderes cívicos, locales y nacionales.
Así, en 1905, nació el departamento de Caldas y la ciudad de Manizales, que, para entonces, era la segunda ciudad de Antioquia y se constituyó en su capital.
Esto contribuyó a mejorar los medios de locomoción y comunicación, llevando la ciudad al cénit de su desarrollo: Para ese entonces, la ciudad contaba con unos 24 700 habitantes que en 20 años se duplicarían a 50 000. En este periodo se impulsaron la educación, la cultura y el desarrollo industrial.
En 1919 se inauguró el Ferrocarril de Caldas, que comunicaba a la ciudad con Puerto Caldas y en 1927 se amplió hasta llegar a Pereira y Armenia. La construcción del ferrocarril permitió que la economía creciera. De 1950 a 1970, Manizales se consolidó como el epicentro cafetero de Colombia y un importante emporio del occidente del país, y para 1980 había desarrollado una arquitectura de vanguardia y se había convertido en un centro universitario de alta relevancia.

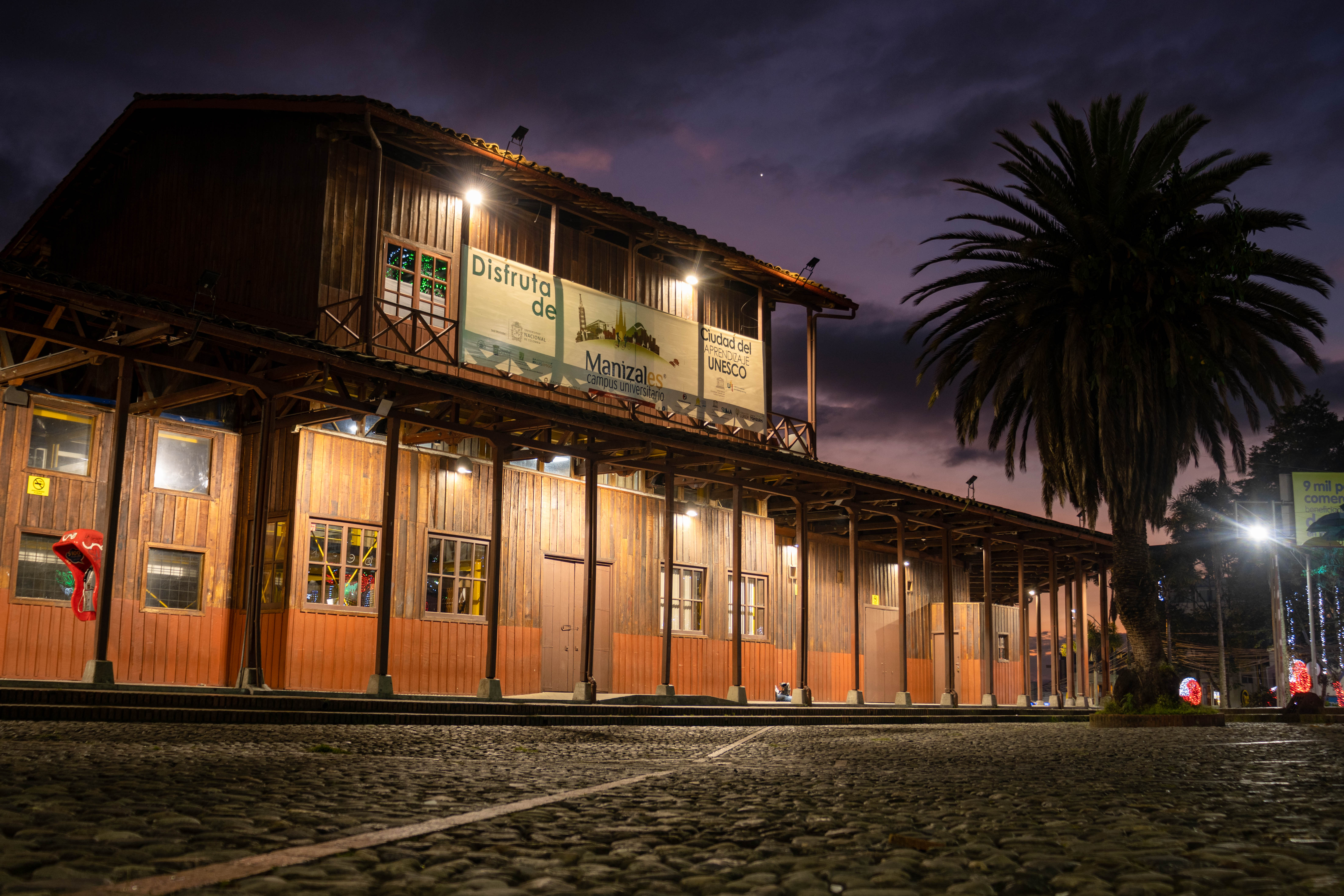
Antigua estación La Camelia del Cable Aéreo Manizales-Mariquita. Actualmente Campus El Cable, sede de la Escuela de Arquitectura y Urbanismo de la Universidad Nacional de Colombia en Manizales

En 1960 se construyó el primer edificio residencial en gran altura: El Triángulo. En 1966 se desintegró el Gran Caldas, dando origen a los actuales departamentos de Caldas, Quindío y Risaralda.
Hacia 1990 el gobierno de la ciudad comprendió que no podía continuar dependiendo del inestable mercado cafetero y comenzó un plan de desarrollo alternativo que hoy se enfoca en proyectos industriales, comerciales y educativos, así como eje de eventos. En 1999 Manizales celebró su sesquicentenario en medio de desfiles y festividades.

### SigloXXI

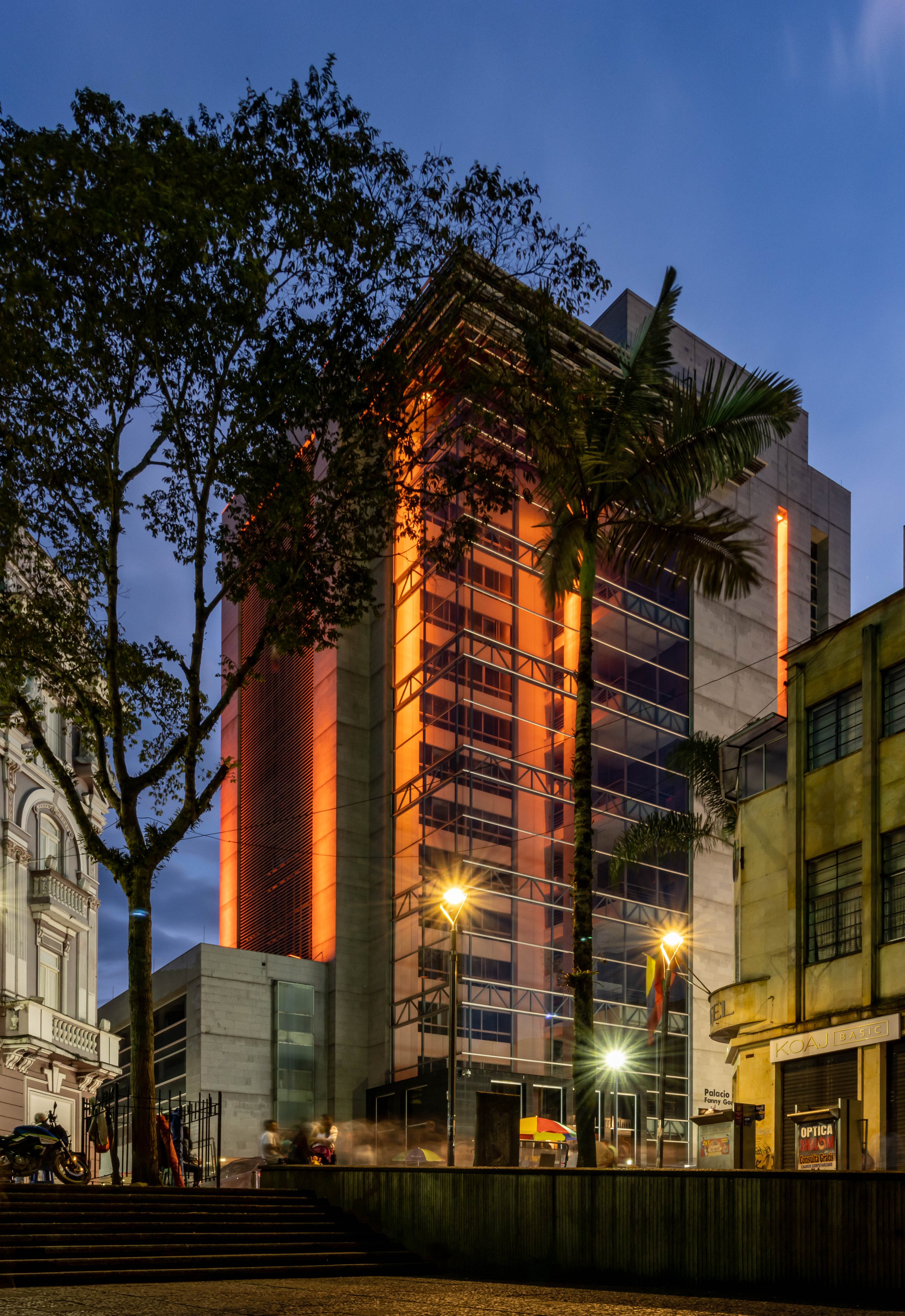
Palacio de Justicia Fanny González Franco, nombrado en honor a la magistrada caldense, quien murió en la Toma del Palacio de Justicia de Bogotá.

Actualmente, la ciudad ha tenido un importante desarrollo comercial, industrial, tecnológico y de infraestructura. Se han puesto en marcha proyectos de construcción de nuevas vías, puentes, túneles y glorietas en diferentes puntos de la ciudad, renovación de parques, construcción de proyectos de carácter educativo, deportivo y turístico, así como la puesta en funcionamiento del sistema de Cable Aéreo como medio de transporte urbano.
De igual forma, se ha impulsado la construcción del Aeropuerto Internacional del Café en el municipio de Palestina Aeropuerto del Café, como solución a los constantes problemas de conectividad aérea en el área metropolitana y la región centro sur del departamento de Caldas.
En el ámbito comercial, Manizales ha tenido importantes avances con la llegada de grandes cadenas comerciales, hipermercados, marcas de lujo y empresas nacionales e internacionales que, debido a los buenos indicadores comerciales y de consumo, han decidido establecerse o abrir sedes en la ciudad.
Así mismo, el sector empresarial y tecnológico ha logrado grandes crecimientos, destacando a la ciudad como una de las mejores ciudades del país para emprender. Instituciones como la Cámara de Comercio de Manizales por Caldas, las universidades de la ciudad y las autoridades locales, han puesto en marcha programas de emprendimiento e incentivos para nuevos empresarios.
Para el 2018 y por tres años consecutivos, Manizales fue catalogada como la ciudad con mayor facilidad para hacer negocios en Colombia, según el ranking Doing Business del Banco Mundial. Para el mismo año, Manizales y su área metropolitana (Chinchiná, Villamaría, Palestina y Neira) produjeron el 67 % del PIB departamental. De igual forma, en los últimos 10 años la producción de la ciudad ha aumentado un 21 %.
En aspectos sociales, Manizales es actualmente una de las ciudades con mejores indicadores a nivel nacional, siendo la ciudad con mejor calidad de vida de Colombia según la Red Cómo Vamos, que realiza la medición en 23 capitales del país.
De igual modo, ha ocupado el primer lugar durante tres años consecutivos como la ciudad con mayor índice de Progreso Social del país.

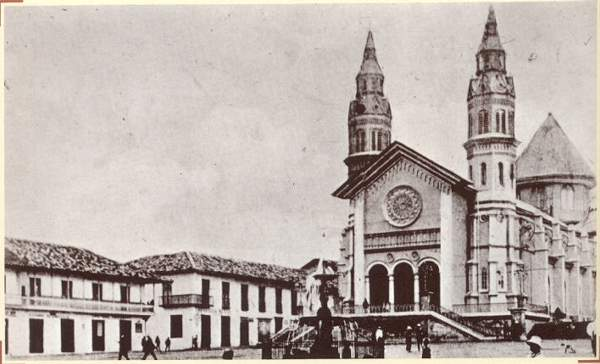
Catedral de Manizales destruida en el incendio de 1926. La Iglesia de Nuestra Señora del Rosario en el barrio Chipre es una réplica de esta.
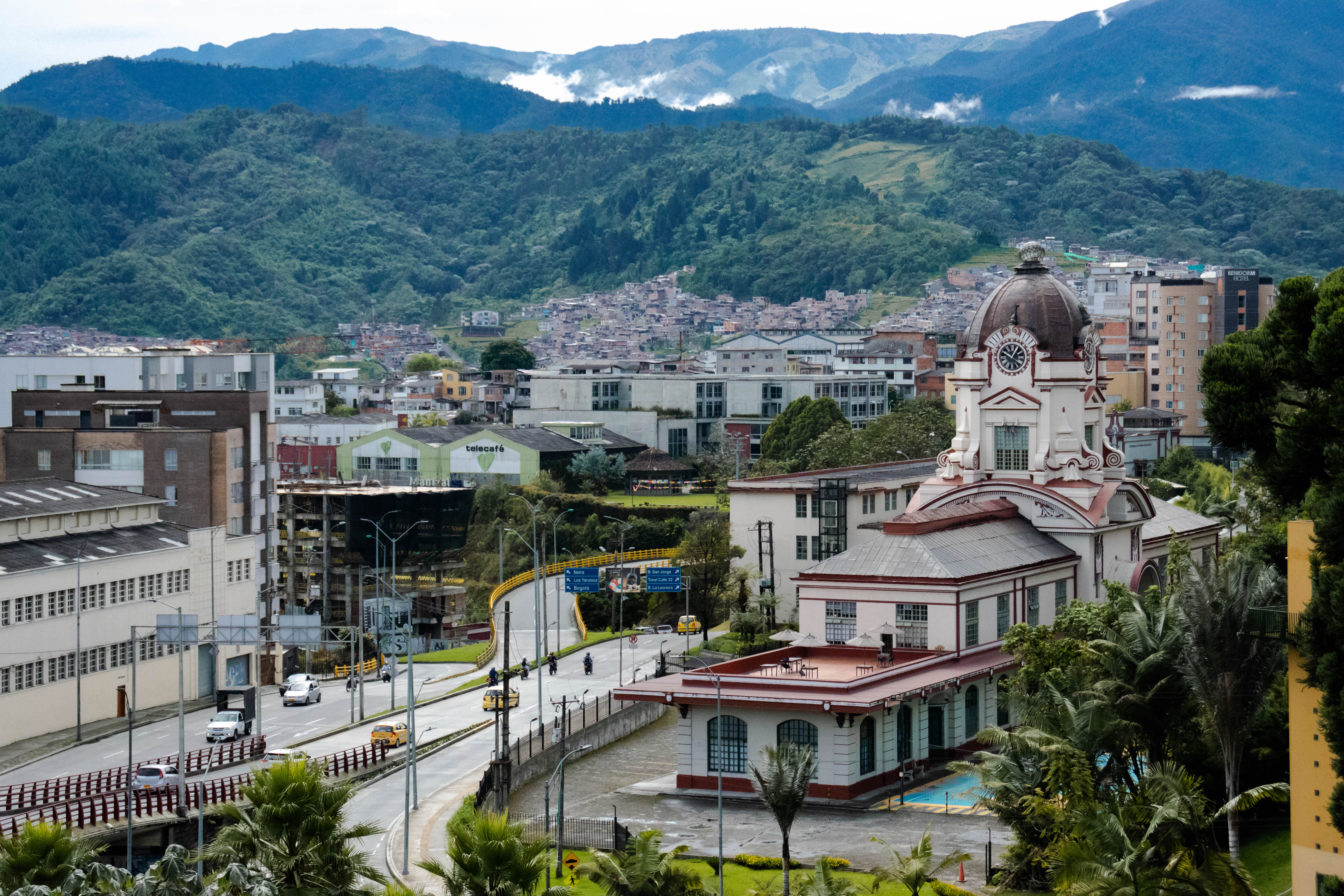
Antigua Estación del Ferrocarril de Caldas. Actualmente, bloque administrativo de la Universidad Autónoma de Manizales.
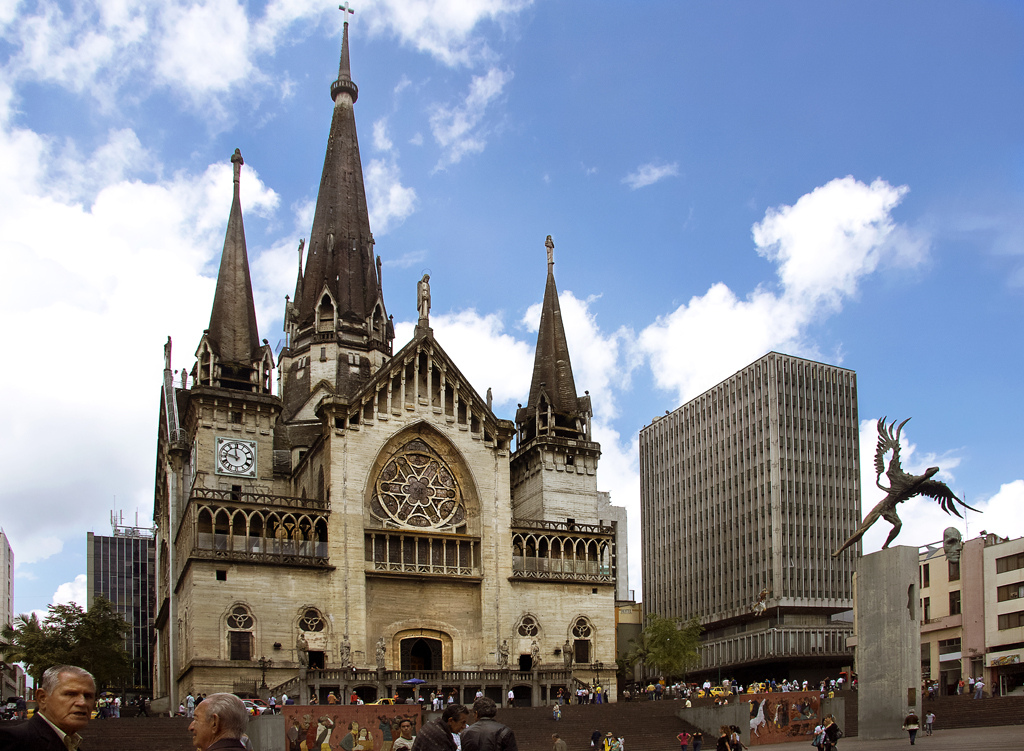
Catedral de Manizales y Monumento al Bolívar Cóndor en la Plaza de Bolívar.

### Desastres Naturales

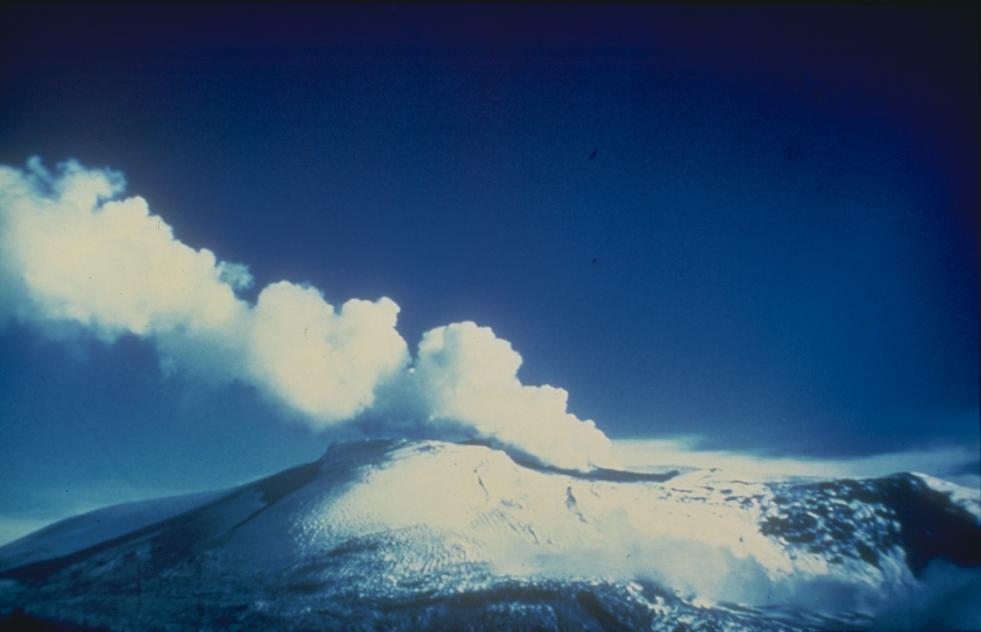
El nevado del Ruiz en actividad antes de la erupción de 1985.

- Incendios en Manizales. En 1922, 1925 y 1926, varios incendios destruyeron gran parte de la ciudad de Manizales, consumiendo su antigua catedral. A ejemplo de esta se levantó luego la Iglesia de Nuestra Señora del Rosario en el barrio Chipre. Entre 1930 y 1940, la ciudad culminó la reconstrucción, creándose así el principal símbolo de la ciudad: la Catedral Basílica Nuestra Señora del Rosario de Manizales.
- Sismos. Por su localización, la ciudad está expuesta a una gran actividad sísmica; ejemplo de ello se mencionan tres sismos: uno el 30 de julio de 1962 (una réplica del sismo hizo que una de las torres de la catedral colapsaran), otro el 23 de noviembre de 1979 (en el que la ciudad sufre los embates de un terremoto con epicentro en el Norte del Valle, que causa graves daños), y otro el 25 de enero de 1999, con epicentro en el municipio de Córdoba en Quindío, que aunque no dejó muertos en Manizales, ocasionó graves daños en los departamentos de Quindío y Risaralda así como daños leves en algunas edificaciones de la ciudad. Este sismo fue de magnitud 6,1.
- Erupción del Nevado del Ruiz. En 1985, ocurre la erupción del Volcán Nevado del Ruiz (dicho volcán está en la zona de influencia de la ciudad), generando una avalancha de lodo y piedras que será recordada como la Tragedia de Armero.
- Tragedia de La Carola. El 21 de diciembre de 1993, a las 6:45 a. m., en el barrio La Carola, se produjo un desprendimiento de tierra que destruyó 16 viviendas y afectó 38 más. Causó la muerte de cinco personas y daños considerables en las vías y redes de servicios. Esta es una de las conclusiones de un informe técnico ordenado por la Alcaldía de Manizales y elaborado por una comisión de expertos que investigó las causas que provocaron la tragedia.[cita requerida]
- Tragedia de La Sultana. El 4 de diciembre de 2003, a las 2 de la tarde, 15 000 m³ de tierra se desprendieron de la montaña a un costado de la calle 68 entre carreras 9 Y 9A, acabando con la vida de 16 personas en el barrio La Sultana de Manizales.
- Tragedia de Cervantes. El 5 de noviembre de 2011, se produce un desprendimiento de tierra en el barrio Cervantes a consecuencia de las lluvias torrenciales que azotan el país. Se estima que murieron cerca de medio centenar de personas. El Instituto de Hidrología, Meteorología y Estudios Ambientales (IDEAM) dijo que este hecho fue consecuencia del fenómeno de La Niña.[13] Sin embargo, meses más tarde, investigaciones arrojaron resultados sobre este desastre, culpando a la empresa Aguas de Manizales, prestadora del servicio de acueducto en la ciudad, por la tragedia a causa de un tubo roto bajo la ladera derrumbada.
- Tragedia de Aranjuez. Entre el 18 de abril de 2017, en las horas de la noche y la madrugada del 19 de abril de 2017, miles de metros cúbicos de tierra cayeron en el barrio Aranjuez al sur de la ciudad. La emergencia dejó damnificadas a casi 500 personas así como 80 viviendas en riesgo. Murieron 17 personas. La avalancha fue causada por la temporada de invierno vivida en el interior del país.[14]

## División político-administrativa

### Comunas
La cabecera municipal cuenta con barrios agrupados en doce comunas, cada una de las cuales está integrada por varios barrios. Entre las comunas más pobladas están Ciudadela del Norte, Tesorito y Nuevo Horizonte. 
Entre los barrios más poblados se encuentran: La Sultana, Bosques del Norte, Palermo, La Enea, Los Cámbulos, Fátima, La Carola y Chipre. Entre los más antiguos se encuentran: Chipre, El Bosque, San José. Otros barrios de importancia son: La Francia, Los Rosales, Alta Suiza, Villapilar, La Rambla, Palermo, La Leonora, Milán, Colombia, Solferino y La Carola. 
La zona rural del municipio de Manizales, compuesta de vastas áreas de bosque y cultivos, cuenta con 7 corregimientos los cuales se dividen a su vez en veredas, y algunos contienen pequeños caseríos o centros poblados. Algunas de las veredas más reconocidas son: Alto y Bajo Tablazo, La Cabaña, La Cuchilla del Salado, La Quiebra de Vélez y Morrogacho.

### Corregimientos

Corregimientos de Manizales

Manizales tiene bajo su jurisdicción varios centros poblados, que en conjunto con otras veredas, constituye los siguientes corregimientos:
| Corregimiento          | Centros Poblados                                                            | Veredas |
| Colombia               | - Km 41 - Colombia                                                          | |
| Corredor Agroturístico | - Agua Bonita - Alto del Naranjo - Alto Tablazo - Bajo Tablazo - El Naranjo | Las Guacas, El Aventino, La Pola, Java, La Siria, La Violeta, Hoyo Frío, Alto de Zarzo.                                                      |
| Cristalina             | - Alto de Lisboa - La Garrucha - Mina Rica                                  | El Guineo, Tarro Liso, Lisboa. |
| El Manantial           | - Alto Bonito                                                               | Alto y Bajo Corinto, Sierra Morena, Olivares, Guacaica, Santa Rita, Pueblo Hondo, Hoyo Frío, Sinaí, Alto del Guamo, El Porvenir, Río Blanco. |
| El Remanso             | - El Águila - La Cabaña - La Cuchilla del Salado                            | La Linda, La Palma, Cueva Santa, Patio Bonito, Malpaso, El Chuzo.                                                                            |
| Panorama               | - El Arenillo - La Aurora - Las Pavas - San Peregrino                       | Morrogacho, La Francia, La Argelia, La Quiebra del Billar, La China, El Rosario.                                                             |
| Río Blanco             | - Buenavista                                                                | Río Blanco, Belmira, San Juan, Chupaderos, El Paraíso, El Desquite, Minitas, La Esperanza, La Enea.                                          |

### Área Metropolitana
Constituida oficialmente luego de la consulta popular realizada en la subregión Centro sur del departamento de Caldas el 26 de noviembre de 2023, reúne los municipios de Manizales, Villamaría, Neira y Palestina.

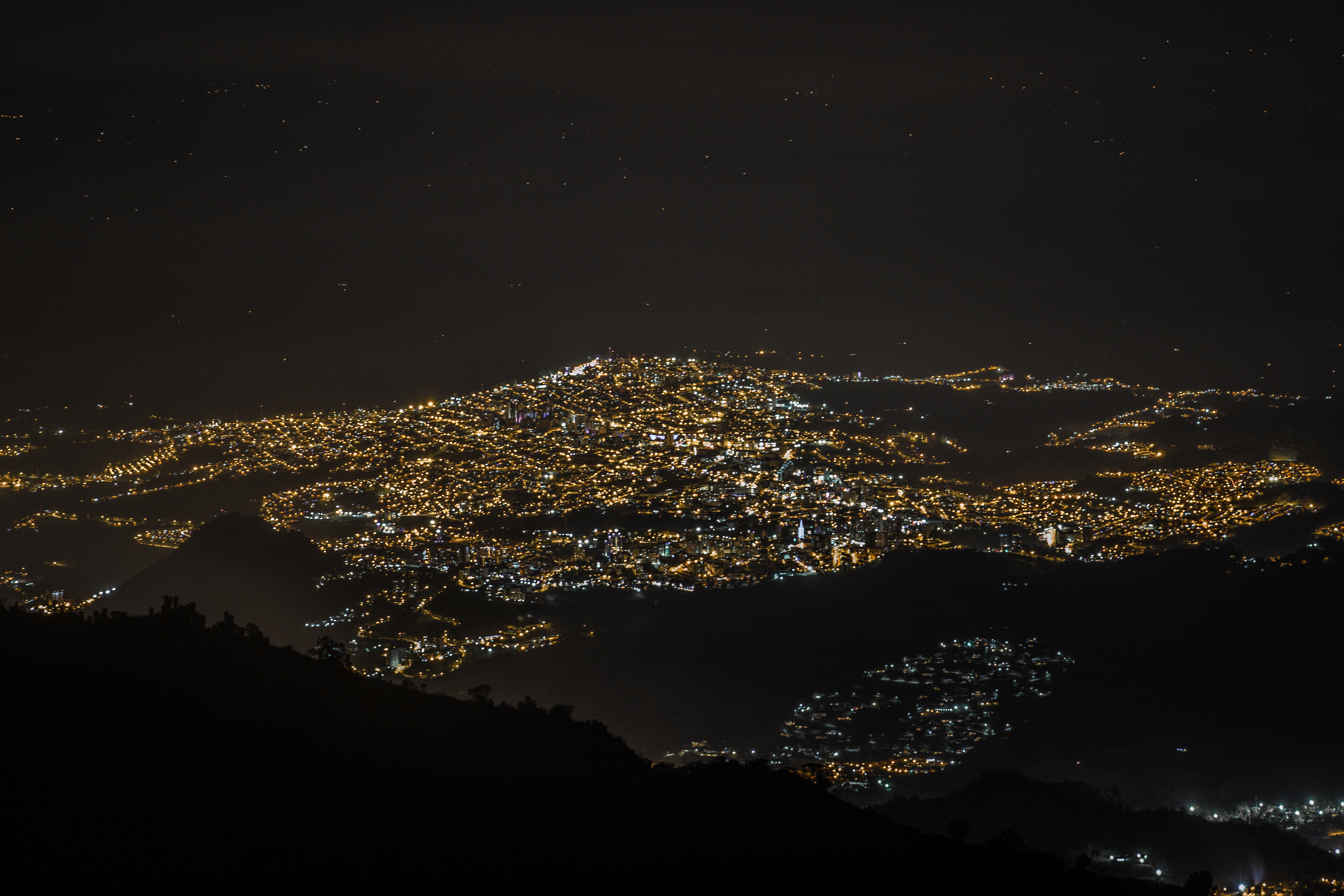

| Manizales  | 571,84   | 464 027 |  |
| Villamaría | 461      | 69 021  |  |
| Neira      | 350,56   | 21 644  |  |
| Palestina  | 116,87   | 16 062  |  |
| Total      | 1.500,25 | 570 754 |  |
| DANE 2018  |          |         |  |

## Geografía

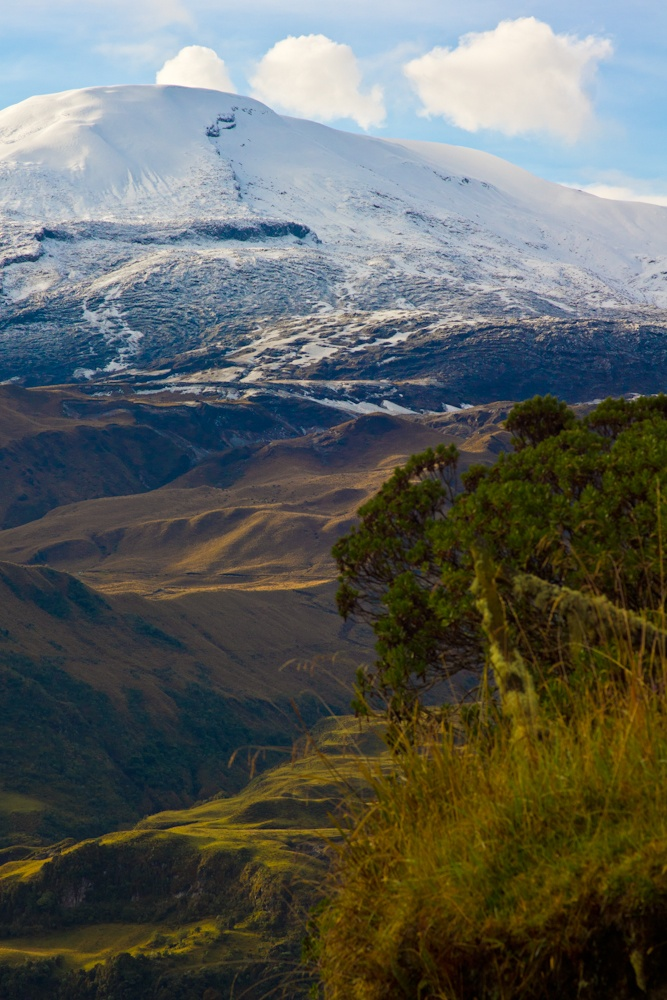
Nevado del Ruiz en el Parque Nacional Natural Los Nevados

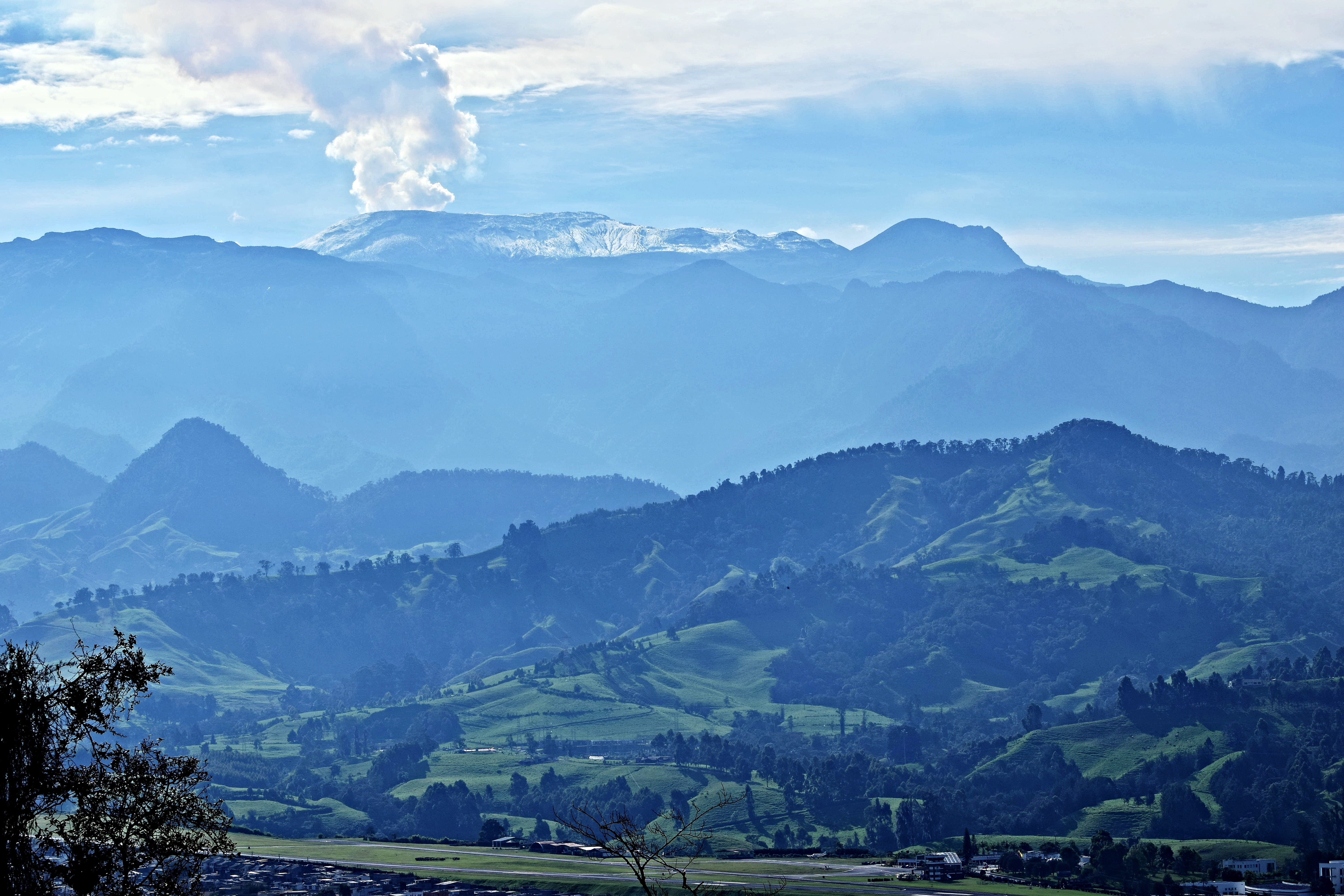
Paisaje característico de la ciudad.
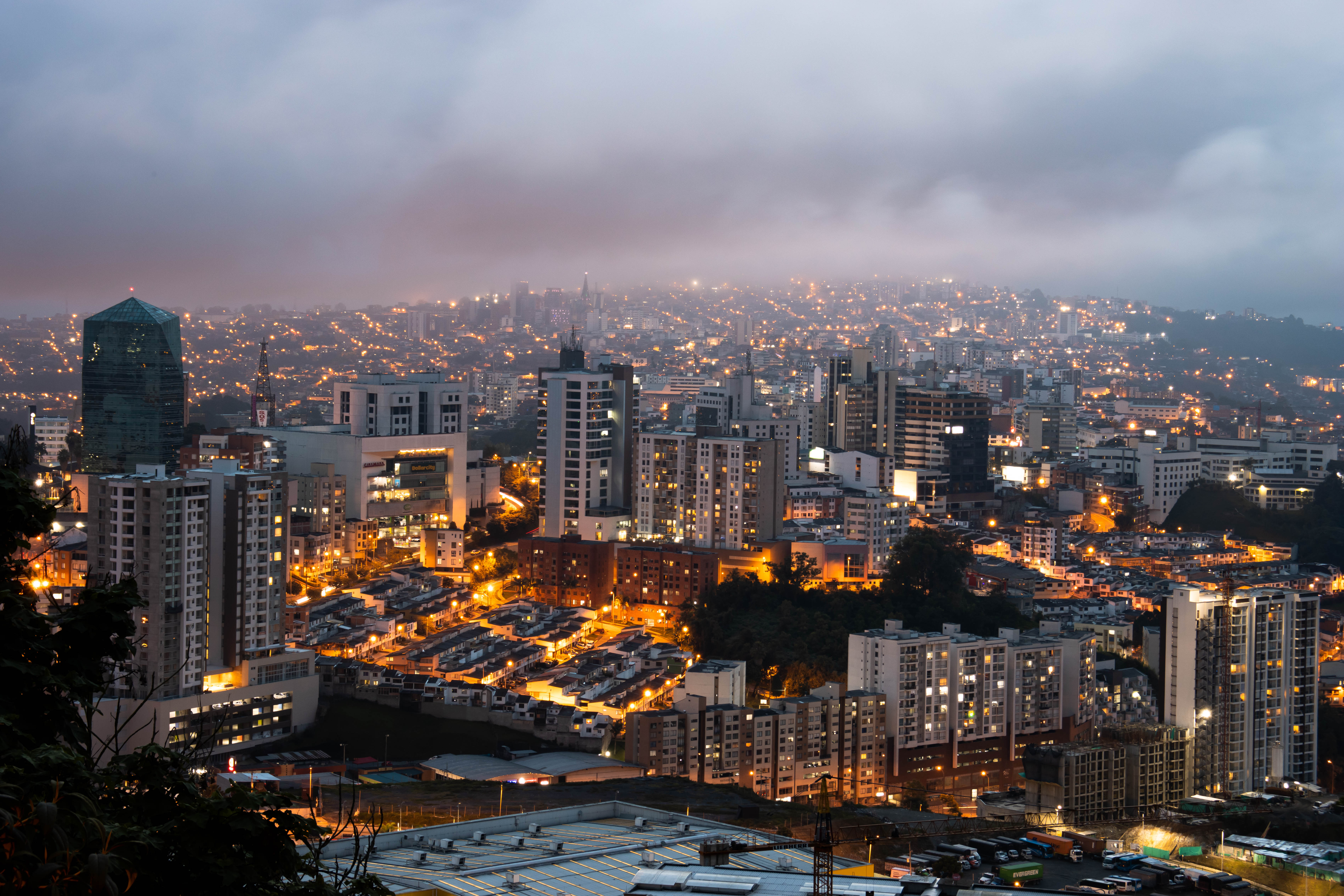
Neblina sobre Manizales al anochecer.

Manizales, municipio situado a una altitud de 2153 m s. n. m., está localizado en la región central del occidente colombiano, sobre la prolongación de la Cordillera de los Andes. El relieve de la ciudad es especialmente montañoso. Cerca de Manizales se encuentra el Nevado del Ruiz, con una altura de 5321 m s. n. m. Por su ubicación geográfica, allí se pueden divisar variados paisajes, tales como nevados, volcanes, bosques de niebla, montañas llenas de cultivos de café y valles. La superficie del municipio es de 508 km².

### Clima
Los alrededores de la ciudad ofrecen gran diversidad climática, desde las nieves perpetuas del Nevado del Ruiz con sus paisajes de páramo y aguas termales, hasta el Valle de Santágueda y el kilómetro 41, con paisajes de clima cálido, variada vegetación, ríos y quebradas. Una particularidad de Manizales es que posee 8 microclimas dentro de su zona urbana. La temperatura promedio de la ciudad es 16 °C (61 °F).
Según la clasificación climática de Köppen, la ciudad posee el clima ecuatorial de montaña Csbi.
La vegetación local es típica de bosque húmedo tropical. El clima en la zona cafetera y por lo tanto en Caldas, Risaralda y Quindío, es bimodal. Las dos temporadas más lluviosas se inician con los solsticios el 22 de junio y 21 de diciembre, y las dos más secas con los equinoccios el 21 de marzo y 22 de septiembre. Con la influencia de fenómenos climáticos como El Niño, las temporadas de invierno y verano resultan más intensas. En el caso de La Niña, ambas temporadas resultan más húmedas. Manizales también es conocida por sus bellos atardeceres, siendo visibles desde cualquier parte de la ciudad, pero especialmente desde el barrio Chipre al occidente de la ciudad.
Para los meses más lluviosos, el promedio alcanza valores entre 270 y 210 mm; para los meses más secos, el promedio varía desde 140 mm hasta 80 mm. Gracias al establecimiento de una red de monitoreo de lluvias, después de octubre y abril, que son los meses más lluviosos del año, cuando las lluvias acumuladas de los últimos 30 días alcanzan los niveles críticos de 200 y 300 mm, las autoridades decretan la alerta en la ciudad.
Es la temperatura media del Océano Pacífico la que condiciona el clima en la región. A pesar de ser una ciudad lluviosa, el cambio climático ha causado que la temperatura de la ciudad aumente progresivamente, motivo por el cual se observa que el área del glaciar del Nevado del Ruiz, que en 2002 alcanzaba los 60 km², se ha reducido a 22 km² km durante los últimos 10 años.
| Parámetros climáticos promedio de Manizales, Colombia (1981-2010)   | Parámetros climáticos promedio de Manizales, Colombia (1981-2010) | Parámetros climáticos promedio de Manizales, Colombia (1981-2010) | Parámetros climáticos promedio de Manizales, Colombia (1981-2010) | Parámetros climáticos promedio de Manizales, Colombia (1981-2010) | Parámetros climáticos promedio de Manizales, Colombia (1981-2010) | Parámetros climáticos promedio de Manizales, Colombia (1981-2010) | Parámetros climáticos promedio de Manizales, Colombia (1981-2010) | Parámetros climáticos promedio de Manizales, Colombia (1981-2010) | Parámetros climáticos promedio de Manizales, Colombia (1981-2010) | Parámetros climáticos promedio de Manizales, Colombia (1981-2010) | Parámetros climáticos promedio de Manizales, Colombia (1981-2010) | Parámetros climáticos promedio de Manizales, Colombia (1981-2010) | Parámetros climáticos promedio de Manizales, Colombia (1981-2010) |
| Mes                                                                 | Ene.                                                              | Feb.                                                              | Mar.                                                              | Abr.                                                              | May.                                                              | Jun.                                                              | Jul.                                                              | Ago.                                                              | Sep.                                                              | Oct.                                                              | Nov.                                                              | Dic.                                                              | Anual                                                             |
| ------------------------------------------------------------------- | ----------------------------------------------------------------- | ----------------------------------------------------------------- | ----------------------------------------------------------------- | ----------------------------------------------------------------- | ----------------------------------------------------------------- | ----------------------------------------------------------------- | ----------------------------------------------------------------- | ----------------------------------------------------------------- | ----------------------------------------------------------------- | ----------------------------------------------------------------- | ----------------------------------------------------------------- | ----------------------------------------------------------------- | ----------------------------------------------------------------- |
| Temp. máx. abs. (°C)                                                | 27.0                                                              | 28.5                                                              | 27.0                                                              | 27.4                                                              | 32.0                                                              | 26.0                                                              | 26.2                                                              | 28.0                                                              | 26.4                                                              | 26.0                                                              | 27.0                                                              | 27.4                                                              | 32.0                                                              |
| Temp. máx. media (°C)                                               | 22.0                                                              | 22.1                                                              | 21.9                                                              | 21.5                                                              | 21.2                                                              | 21.2                                                              | 21.6                                                              | 21.8                                                              | 21.2                                                              | 20.7                                                              | 20.8                                                              | 21.3                                                              | 21.4                                                              |
| Temp. media (°C)                                                    | 16.5                                                              | 16.8                                                              | 16.8                                                              | 16.7                                                              | 16.7                                                              | 16.7                                                              | 16.7                                                              | 16.8                                                              | 16.3                                                              | 16.0                                                              | 16.1                                                              | 16.3                                                              | 16.3                                                              |
| Temp. mín. media (°C)                                               | 11.1                                                              | 11.5                                                              | 12.0                                                              | 12.3                                                              | 12.5                                                              | 12.4                                                              | 12.0                                                              | 12.0                                                              | 12.0                                                              | 11.9                                                              | 11.7                                                              | 11.5                                                              | 11.9                                                              |
| Temp. mín. abs. (°C)                                                | 6.0                                                               | 7.0                                                               | 8.2                                                               | 6.3                                                               | 8.2                                                               | 8.6                                                               | 7.4                                                               | 7.0                                                               | 8.6                                                               | 1.3                                                               | 7.0                                                               | 7.6                                                               | 1.3                                                               |
| Precipitación total (mm)                                            | 98                                                                | 91                                                                | 134                                                               | 167                                                               | 154                                                               | 92                                                                | 64                                                                | 74                                                                | 140                                                               | 188                                                               | 164                                                               | 125                                                               | 1491                                                              |
| Días de precipitaciones (≥ )                                        | 14                                                                | 15                                                                | 20                                                                | 23                                                                | 24                                                                | 20                                                                | 17                                                                | 17                                                                | 21                                                                | 25                                                                | 20                                                                | 16                                                                | 233                                                               |
| Horas de sol                                                        | 165                                                               | 135                                                               | 120                                                               | 108                                                               | 107                                                               | 121                                                               | 152                                                               | 141                                                               | 107                                                               | 102                                                               | 116                                                               | 138                                                               | 1511                                                              |
| Humedad relativa (%)                                                | 83                                                                | 82                                                                | 83                                                                | 85                                                                | 85                                                                | 84                                                                | 82                                                                | 82                                                                | 85                                                                | 87                                                                | 87                                                                | 84                                                                | 84                                                                |
| Fuente: Instituto de Hidrologia Meteorología y Estudios Ambientales |                                                                   |                                                                   |                                                                   |                                                                   |                                                                   |                                                                   |                                                                   |                                                                   |                                                                   |                                                                   |                                                                   |                                                                   |                                                                   |

| Parámetros climáticos promedio de Manizales (Aeropuerto de La Nubia), normales 1981–2010 | Parámetros climáticos promedio de Manizales (Aeropuerto de La Nubia), normales 1981–2010 | Parámetros climáticos promedio de Manizales (Aeropuerto de La Nubia), normales 1981–2010 | Parámetros climáticos promedio de Manizales (Aeropuerto de La Nubia), normales 1981–2010 | Parámetros climáticos promedio de Manizales (Aeropuerto de La Nubia), normales 1981–2010 | Parámetros climáticos promedio de Manizales (Aeropuerto de La Nubia), normales 1981–2010 | Parámetros climáticos promedio de Manizales (Aeropuerto de La Nubia), normales 1981–2010 | Parámetros climáticos promedio de Manizales (Aeropuerto de La Nubia), normales 1981–2010 | Parámetros climáticos promedio de Manizales (Aeropuerto de La Nubia), normales 1981–2010 | Parámetros climáticos promedio de Manizales (Aeropuerto de La Nubia), normales 1981–2010 | Parámetros climáticos promedio de Manizales (Aeropuerto de La Nubia), normales 1981–2010 | Parámetros climáticos promedio de Manizales (Aeropuerto de La Nubia), normales 1981–2010 | Parámetros climáticos promedio de Manizales (Aeropuerto de La Nubia), normales 1981–2010 | Parámetros climáticos promedio de Manizales (Aeropuerto de La Nubia), normales 1981–2010 |
| Mes                                                                                      | Ene.                                                                                     | Feb.                                                                                     | Mar.                                                                                     | Abr.                                                                                     | May.                                                                                     | Jun.                                                                                     | Jul.                                                                                     | Ago.                                                                                     | Sep.                                                                                     | Oct.                                                                                     | Nov.                                                                                     | Dic.                                                                                     | Anual                                                                                    |
| ---------------------------------------------------------------------------------------- | ---------------------------------------------------------------------------------------- | ---------------------------------------------------------------------------------------- | ---------------------------------------------------------------------------------------- | ---------------------------------------------------------------------------------------- | ---------------------------------------------------------------------------------------- | ---------------------------------------------------------------------------------------- | ---------------------------------------------------------------------------------------- | ---------------------------------------------------------------------------------------- | ---------------------------------------------------------------------------------------- | ---------------------------------------------------------------------------------------- | ---------------------------------------------------------------------------------------- | ---------------------------------------------------------------------------------------- | ---------------------------------------------------------------------------------------- |
| Temp. máx. abs. (°C)                                                                     | 27.0                                                                                     | 28.5                                                                                     | 27.0                                                                                     | 27.4                                                                                     | 32.0                                                                                     | 26.0                                                                                     | 26.2                                                                                     | 28.0                                                                                     | 26.4                                                                                     | 26.0                                                                                     | 27.0                                                                                     | 27.4                                                                                     | 32.0                                                                                     |
| Temp. máx. media (°C)                                                                    | 21.5                                                                                     | 22.0                                                                                     | 21.8                                                                                     | 21.4                                                                                     | 21.3                                                                                     | 21.3                                                                                     | 21.5                                                                                     | 21.7                                                                                     | 21.2                                                                                     | 20.6                                                                                     | 20.6                                                                                     | 21.1                                                                                     | 21.3                                                                                     |
| Temp. media (°C)                                                                         | 16.9                                                                                     | 17.2                                                                                     | 17.2                                                                                     | 17.2                                                                                     | 17.2                                                                                     | 17.1                                                                                     | 17.2                                                                                     | 17.2                                                                                     | 16.9                                                                                     | 16.6                                                                                     | 16.6                                                                                     | 16.8                                                                                     | 17.0                                                                                     |
| Temp. mín. media (°C)                                                                    | 11.8                                                                                     | 12.1                                                                                     | 12.5                                                                                     | 12.8                                                                                     | 12.8                                                                                     | 12.8                                                                                     | 12.5                                                                                     | 12.6                                                                                     | 12.5                                                                                     | 12.4                                                                                     | 12.3                                                                                     | 12.2                                                                                     | 12.4                                                                                     |
| Temp. mín. abs. (°C)                                                                     | 6.0                                                                                      | 7.0                                                                                      | 8.2                                                                                      | 6.3                                                                                      | 8.2                                                                                      | 8.6                                                                                      | 7.4                                                                                      | 7.0                                                                                      | 8.6                                                                                      | 1.3                                                                                      | 7.0                                                                                      | 7.6                                                                                      | 1.3                                                                                      |
| Precipitación total (mm)                                                                 | 103.5                                                                                    | 94.0                                                                                     | 133.9                                                                                    | 176.2                                                                                    | 161.9                                                                                    | 108.9                                                                                    | 74.2                                                                                     | 74.2                                                                                     | 139.8                                                                                    | 209.0                                                                                    | 176.5                                                                                    | 131.5                                                                                    | 1583.7                                                                                   |
| Días de precipitaciones (≥ )                                                             | 14                                                                                       | 15                                                                                       | 20                                                                                       | 23                                                                                       | 24                                                                                       | 20                                                                                       | 18                                                                                       | 17                                                                                       | 21                                                                                       | 24                                                                                       | 21                                                                                       | 17                                                                                       | 229                                                                                      |
| Horas de sol                                                                             | 167.4                                                                                    | 138.4                                                                                    | 124.0                                                                                    | 102.0                                                                                    | 108.5                                                                                    | 120.0                                                                                    | 148.8                                                                                    | 139.5                                                                                    | 114.0                                                                                    | 105.4                                                                                    | 117.0                                                                                    | 142.6                                                                                    | 1527.6                                                                                   |
| Humedad relativa (%)                                                                     | 83                                                                                       | 81                                                                                       | 83                                                                                       | 84                                                                                       | 84                                                                                       | 84                                                                                       | 81                                                                                       | 81                                                                                       | 84                                                                                       | 86                                                                                       | 86                                                                                       | 84                                                                                       | 83                                                                                       |
| Fuente: Instituto de Hidrologia Meteorología y Estudios Ambientales                      |                                                                                          |                                                                                          |                                                                                          |                                                                                          |                                                                                          |                                                                                          |                                                                                          |                                                                                          |                                                                                          |                                                                                          |                                                                                          |                                                                                          |                                                                                          |

### Recursos naturales
En los alrededores de la ciudad de Manizales se pueden encontrar pisos térmicos y variadas formaciones de relieve, que dan lugar a gran cantidad de recursos naturales. Hacia el oeste, se encuentra el Valle de Santágueda, que da lugar a los climas cálidos siendo apropiados para el cultivo de café. Hacia el este y el sur, aparecen los páramos y las nieves perpetuas del Parque Nacional Natural Los Nevados.
En la región se desarrolla varios proyectos ambientales como el Proyecto Forestal para la cuenca del Río Chinchiná (PROCUENCA) el cual busca la recuperación del mismo. Este abarca también a los municipios de Neira, Chinchiná, Palestina y Villamaría, todos pertenecientes a su área metropolitana.

### Límites municipales
Manizales está delimitado por los siguientes municipios, excepto con una parte pequeña con Tolima al este.
| Noroeste: Anserma (Río Cauca)       | Norte: Neira (Río Guacaica)     | Nordeste: Neira (Río Guacaica)      |
| Oeste: Palestina (Río Chinchiná)    |                                 | Este: Marulanda, Herveo ( Tolima)   |
| Suroeste: Chinchiná (Río Chinchiná) | Sur: Villamaría (Río Chinchiná) | Sureste: Villamaría (Río Chinchiná) |

## Demografía
De acuerdo con las cifras presentadas por el DANE del censo 2018, Manizales cuenta con una población de 454 077 habitantes. El 47,1 % de la población son hombres y el 52,9 % mujeres. La ciudad cuenta con una tasa de analfabetismo del 5 % en la población mayor de 5 años de edad.

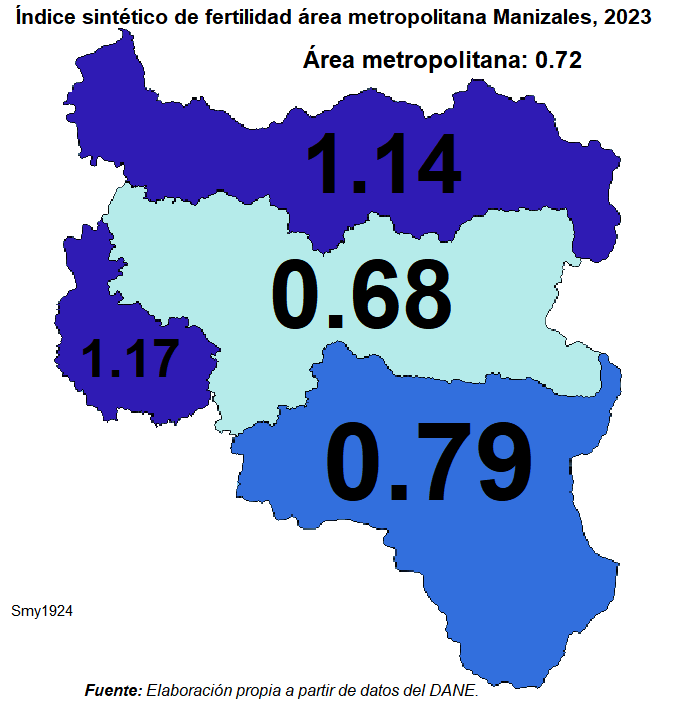
Índice sintético de fertilidad (hijos por mujer) área metropolitana de Manizales 2023. El ISF de Manizales fue de 0.68 hijos por mujer en 2023.

En cuanto a la cobertura de los servicios públicos: 99,4 % de las viviendas cuenta con servicio de energía eléctrica, 97,3 % tiene servicio de acueducto, 73 % de comunicación telefónica.
| Gráfica de evolución demográfica de Manizales entre 1851 y 2022 |
|                                                                 |

### Etnografía
Según las cifras presentadas por el DANE del censo 2005, la composición etnográfica de la ciudad es: mestizos y blancos (98,9 %), afrocolombianos (0,9 %) e indígenas (0,2 %).

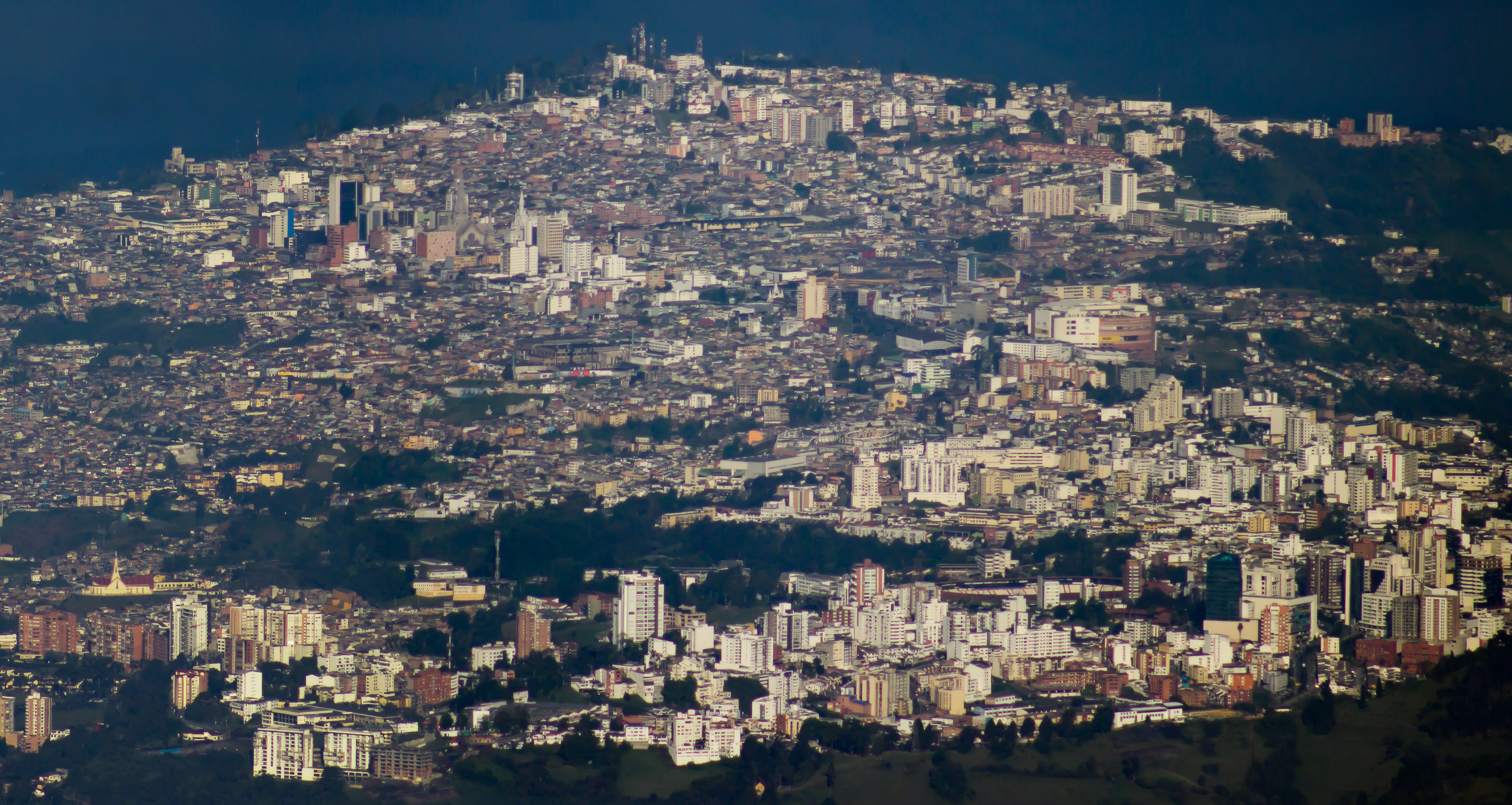
Vista de Manizales desde el cerro Gualí.

## Economía
Su actividad central, tradicionalmente ha sido el cultivo y producción del café. Este cultivo permitió la creación de nuevas fuentes de trabajo y de diversas fábricas, algunas de las cuales permanecen en el área metropolitana. Estas empresas se dedican a productos como licores, zapatería, cauchos, chocolate, bancos, autopartes, electrodomésticos, detergentes y jabones, trillado y empacado del café, dulces y metalúrgicas entre otras. Además se encuentran instituciones y empresas dedicadas al sector cafetero como: el Comité Departamental de Cafeteros de Caldas, Almacafé, CENICAFE, y otro gran número de industrias dedicadas al procesamiento del café (trilladoras, procesadoras, torrefactoras, cooperativas, exportadores).
Desde la última mitad del siglo XX, se asentaron en Manizales varias universidades al punto que algunos estudios han señalado a la actividad universitaria como la segunda en importancia de la ciudad. A ella acuden estudiantes de varias regiones del país.
Gracias a la riqueza natural y la gran cantidad de bosques y reservas naturales que rodean la ciudad, la actividad de avistamiento de aves se ha convertido en un importante referente para el impulso del turismo y la economía.
Manizales obtuvo el primer lugar en la categoría especial de promoción empresarial en el V Premio Iberoamericano de Ciudades Digitales, organizado por la Asociación Iberoamericana de Centros de Investigación y Empresas de Telecomunicaciones (AHCIET). En el estudio Doing Business Colombia 2010, realizado por el Banco Mundial, Manizales ocupó el primer lugar como la ciudad de Colombia donde es mejor y más fácil hacer negocios.

## Infraestructura
La ciudad tiene nomenclatura urbana de carreras que se incrementan de norte a sur y de calles que se incrementan de occidente a oriente. La principal vía de la ciudad es la carrera 23, que ocupa el punto más alto de la colina, prolongándose a lo largo de la cresta de la misma. La conformación urbanística de la ciudad es longitudinal con esta vía, que hacia el oriente se denomina Avenida Santander. La Avenida Paralela al sur y la Avenida Kevin Ángel al norte continúan la orientación de la Avenida Santander en un nivel más bajo. En el centro existe la Avenida Gilberto Alzate Avendaño que continúa el flujo rápido hacia el occidente.
Entre los parques industriales más importantes se encuentran el Parque industrial Juanchito (km 10 vía al Magdalena) y el Parque Industrial en el barrio Alta Suiza.

### Transporte y comunicaciones

#### Transporte terrestre

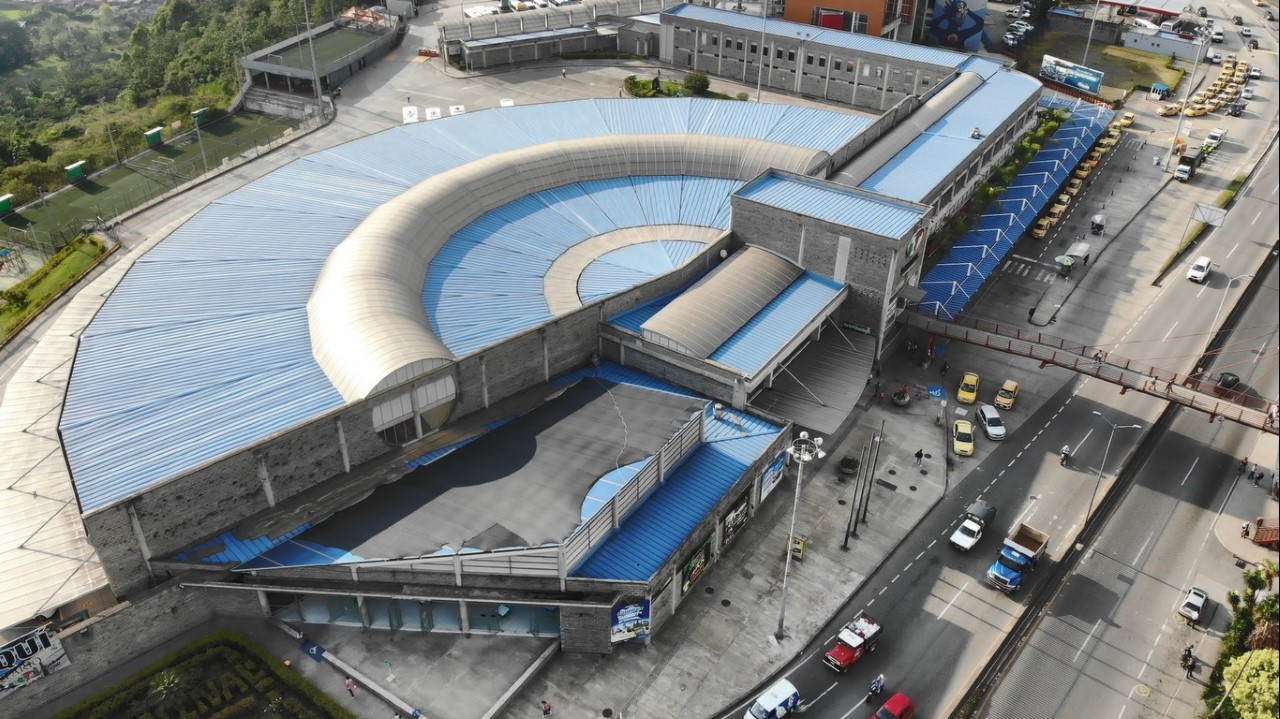
Terminal Metropolitana de Transportes de Manizales

A pesar de la geografía montañosa de Manizales, la ciudad cuenta con una red de avenidas y carreteras que comunican los diferentes sectores de la ciudad, así como con las diferentes regiones del país. También cuenta con una terminal de transportes ubicada sobre la vía Panamericana, en el sector de Los Cámbulos, desde la cual se despachan vehículos con destino a varias ciudades del país.
La presencia de taxis es masiva y suficiente, el servicio es controlado por un taxímetro que tarifica el cobro de acuerdo a la distancia y el tiempo del recorrido.
Las tarifas oscilan en un rango desde los cuatro mil cien pesos (1.26 USD) hasta los quince mil pesos (4,62 USD). La zona del aeropuerto tiene un recargo de dos mil trescientos pesos (USD1). Hay múltiples rutas de buses, busetas y colectivos que permiten desplazarse a cualquier barrio de la ciudad.
La distancia entre Manizales y Bogotá es de 303 km. Entre Manizales y Medellín hay 194 km y entre Manizales y Cali hay 263 km. Está comunicada con las capitales vecinas de Pereira y Armenia a través de la Autopista del Café.

#### Transporte aéreo
Manizales cuenta con un aeropuerto nacional llamado Aeropuerto de La Nubia, que cuenta con una pista de aproximadamente 1400 metros y presta sus servicios de 6 de la mañana a 6 de la tarde. Debido a las condiciones climáticas, a menudo es cerrado por baja visibilidad. Por su parte, la existencia de edificaciones de más de dos pisos cerca de la cabecera y las dificultades topográficas hacen inviable ampliar el aeropuerto. Actualmente se está llevando a cabo la construcción de un nuevo aeropuerto en jurisdicción del municipio de Palestina a 31 km de la ciudad. Conocido como Aeropuerto del Café, la nueva terminal aérea prevé recibir vuelos tanto nacionales como internacionales.

#### Movilidad Urbana

##### Cable aéreo

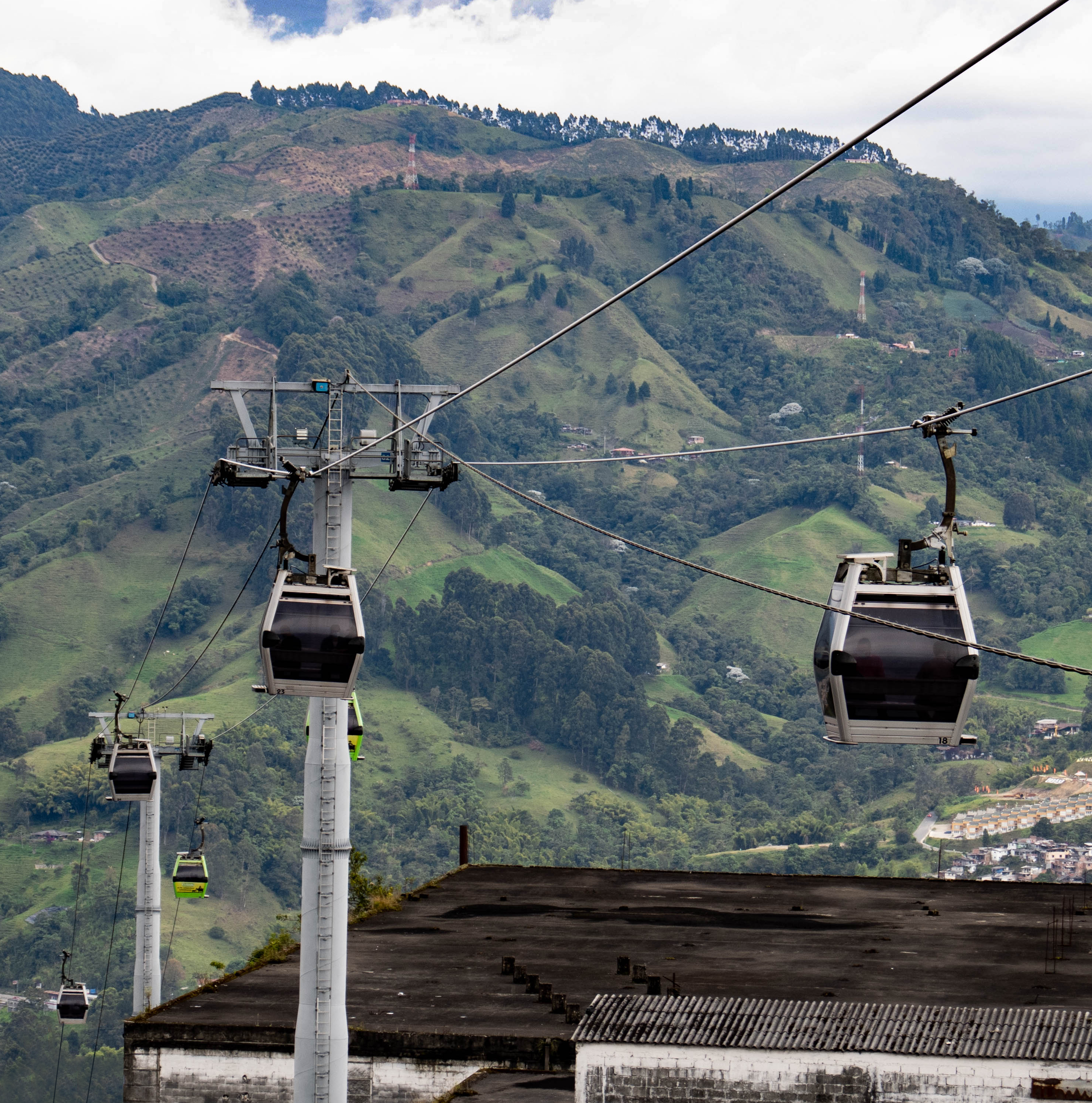
Línea 1 del Cable Aéreo de Manizales.

Manizales cuenta con un sistema de transporte público mediante teleférico. El sistema, inaugurado en el año 2009, cuenta actualmente con dos líneas que recorren la ciudad de norte a sur: la línea 1 comunica el centro de la ciudad con la terminal de transportes terrestre al sur, en un recorrido de 2,1 km; y la línea 2 comunica a Manizales con la ciudad vecina de Villamaría.
Actualmente se encuentra en construcción la línea 3, la cual conectará la estación de Cámbulos con el sector del Cable. Además, se encuentra en estudios la cuarta línea que comunicará la estación de Fundadores con la ciudadela de Norte.

##### Avenidas
Debido a la topografía, el tránsito en sentido oriente-occidente y viceversa, es más plano y rápido que en sentido norte-sur o sur-norte, por esta razón las avenidas más importantes se encuentran dispuestas longitudinalmente en la mayor parte de su recorrido. En sentido norte- sur y viceversa, se cuenta con numerosas avenidas pero de longitudes menores, entre las cuales están la Avenida Centenario y 12 de Octubre al occidente, y la Avenida Lindsay al oriente.

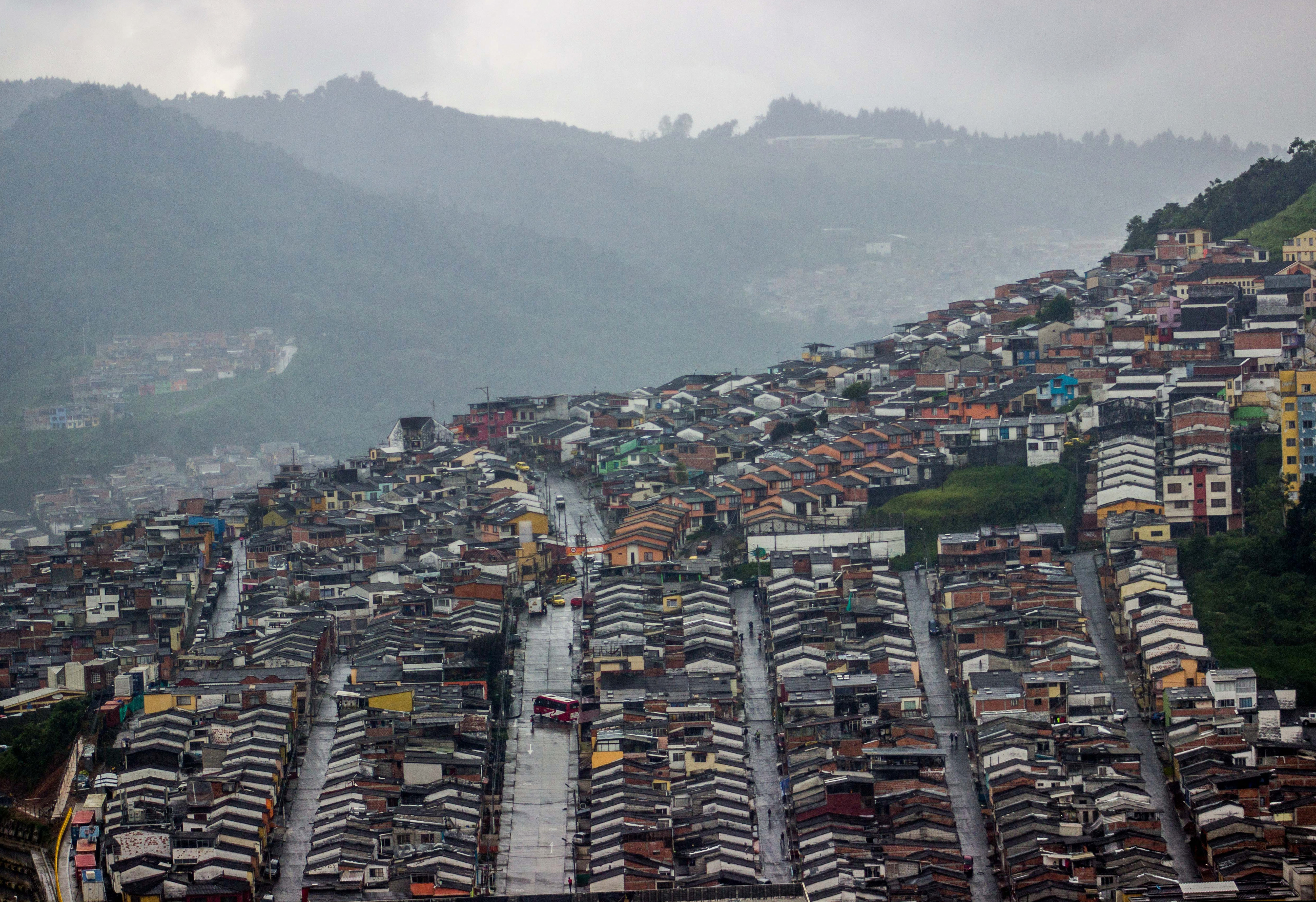
Vías con altas pendientes en Manizales

##### Paseos y Bulevares
Desde comienzos del siglo XXI la ciudad se ha consolidado como una en la que el medio de transporte más usado el la caminata, evidenciado en los datos del Plan Maestro de Movilidad 2017. Por lo que se han construido importantes corredores peatonales, entres los que se encuentran:
- La carrera 23 en el centro. Una vía con prioridad peatonal entre las calles 19 y 32, en la que se permite la circulación de automóviles y bicicletas a baja velocidad, y está prohibida la circulación de motocicletas. Es conocida como la Esponsión ,[24] dando lugar a un sitio de encuentro ciudadano que atraviesa el centro histórico de la ciudad con andenes a nivel, adoquines, palmeras y bolardos. Sobre esta vía se encuentran varios de los edificios más representativos de la ciudad, entre los que están: el Palacio Arzobispal y el Edificio Sanz.Bulevar de la zona gastronómica de Milán.

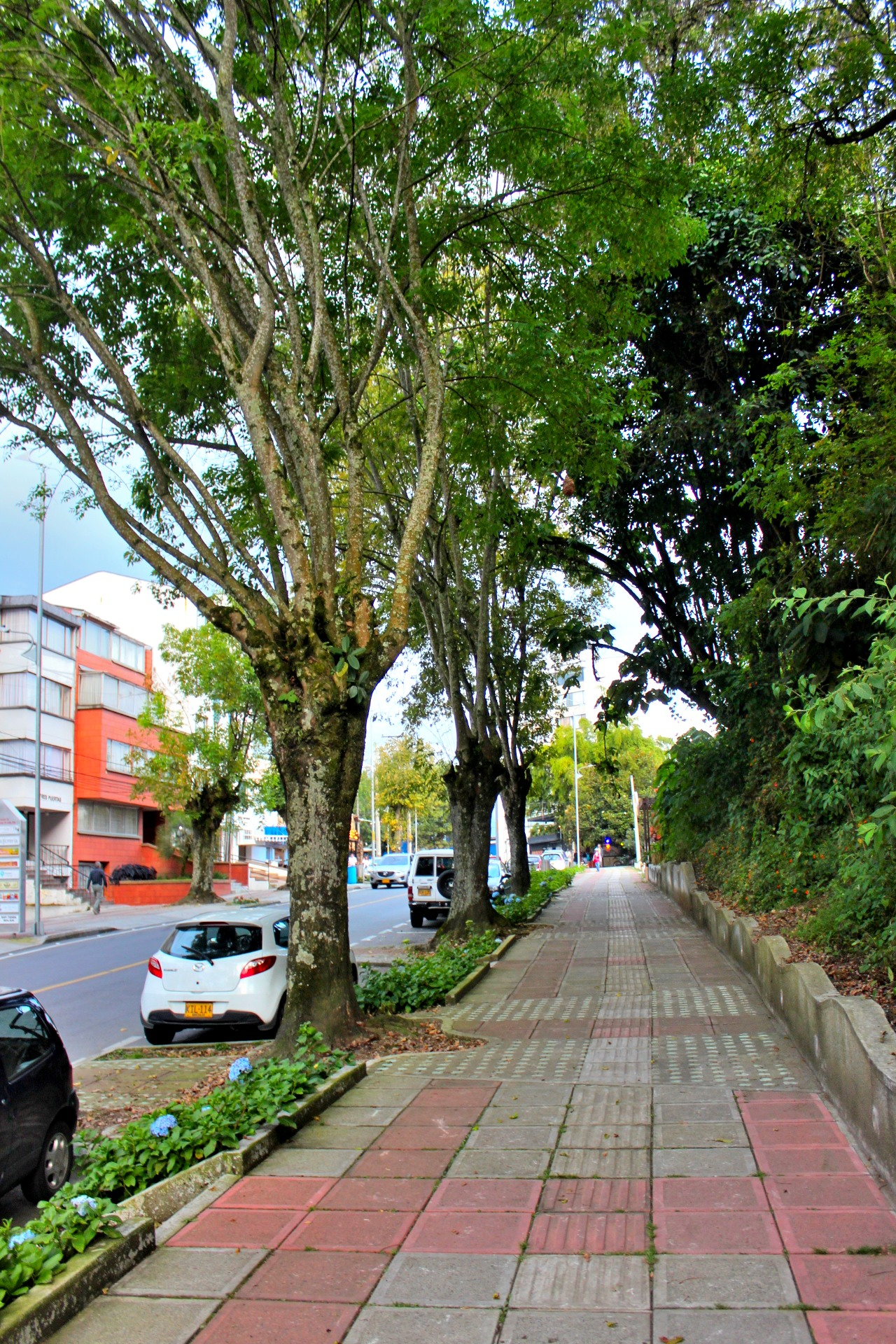
Bulevar de la zona gastronómica de Milán.

- El bulevar del Cable.
- El bulevar de Chipre.
- El paseo de los estudiantes.
- Bulevar de Vizcaya.
- Zona Gastronómica de Milán.
- Bulevar de la av. Centenario.
- Bulevar de la 48.

## Educación
La red de colegios e instituciones educativas de enseñanza básica y media están reguladas por la Secretaría de Educación Municipal. En cuanto a educación superior, la ciudad se ha convertido en un importante centro universitario a nivel nacional. En el 2017, Manizales contaba con una población universitaria de 46 931 estudiantes, creciendo un 48 % en los últimos cinco años. Actualmente, la ciudad cuenta con 15 instituciones de educación superior con oferta de programas presenciales, a distancia y virtuales, de las cuales 4 cuentan con acreditación de alta calidad, convirtiendo a la ciudad en la primera del país con mayor número de instituciones de educación superior acreditadas en proporción con su número de habitantes. 

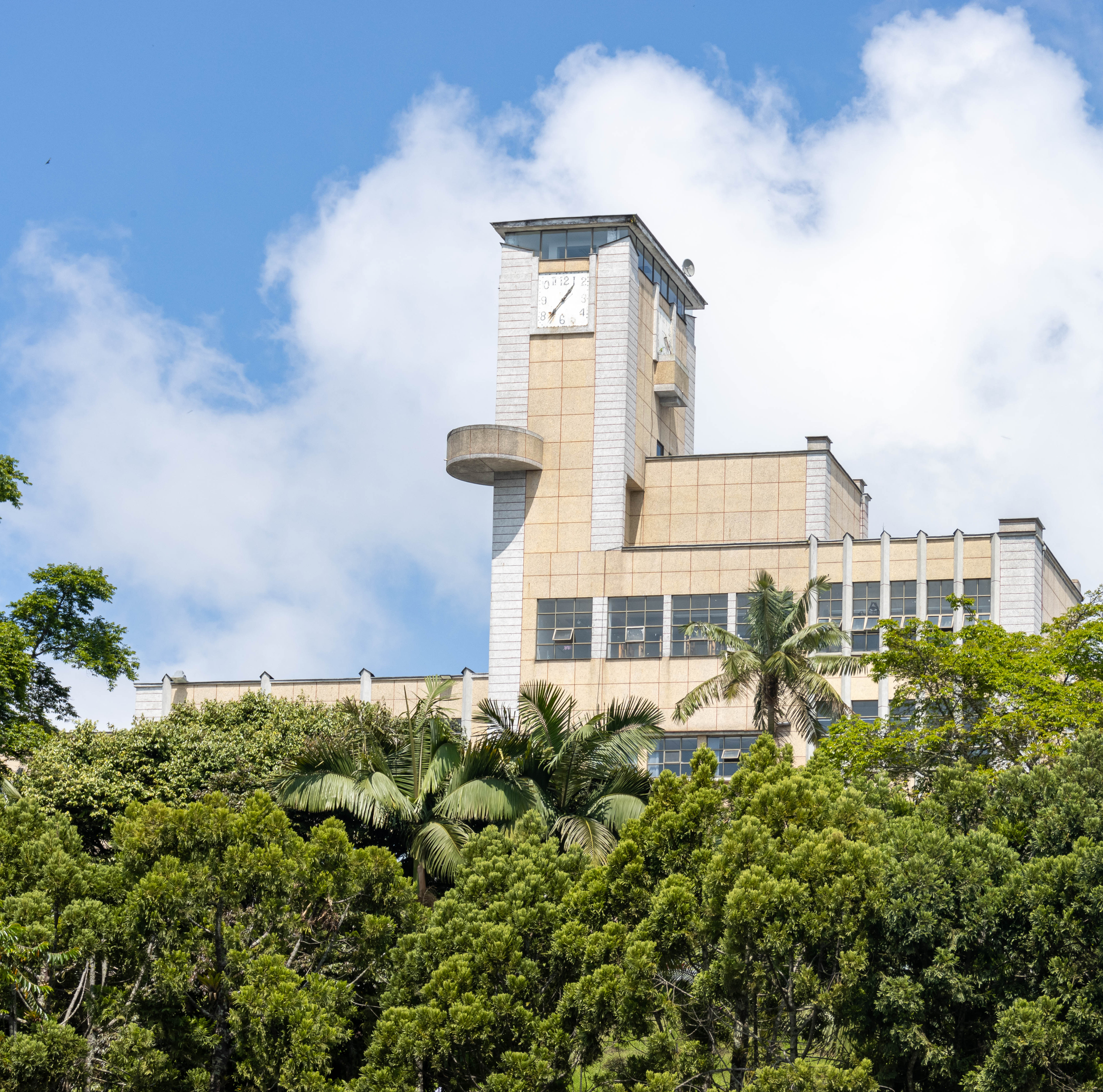
Palacio de Bellas Artes

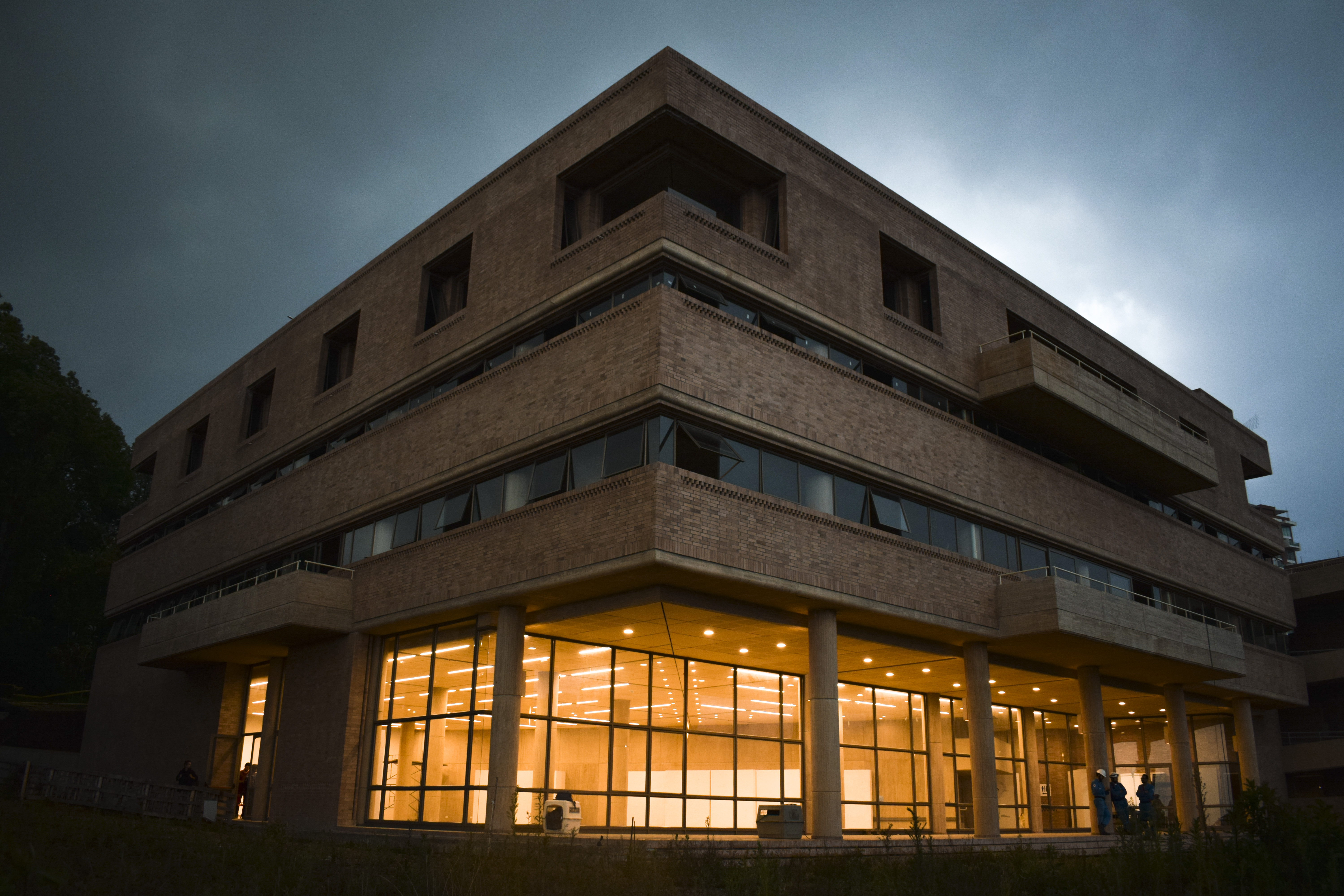
Primera fase del Centro Cultural Universitario Rogelio Salmona, edificio diseñado por el arquitecto homónimo para la Universidad de Caldas.

Del total de población universitaria de la ciudad, el 41,3 % hace parte de diferentes ciudades y departamentos del país, cifra que va en aumento y que representa un gran número de estudiantes foráneos que llegan cada año a la ciudad.
Manizales cuenta con las siguientes instituciones de educación superior:
- Universidad Nacional de Colombia sede Manizales
- Universidad de Caldas
- Universidad de Manizales
- Universidad Autónoma de Manizales
- Universidad Católica de Manizales
- Universidad Católica Luis Amigó
- Universidad Antonio Nariño
- Servicio Nacional de Aprendizaje (Sena)
- Universidad del Quindío
- Escuela Superior de Administración Pública (ESAP)
- Corporación Universitaria Remington
- Universidad Santo Tomás (Centro de Atención Universitaria Manizales)
- Universidad Pontificia Bolivariana

El 11 de julio de 2019, Manizales fue incluida en la Red Mundial de Ciudades del Aprendizaje de UNESCO, siendo la tercera ciudad colombiana en obtener el reconocimiento junto con Medellín y Cali. El objetivo de la declaratoria es garantizar y potenciar las actividades académicas y socioculturales de las comunidades en todas las etapas de la vida, permitiendo la movilización de recursos, realización de convenios e intercambios internacionales, hasta la realización de dobles titulaciones con universidades a nivel mundial.

## Cultura
Manizales se caracteriza por su rica oferta en música, teatro, danza, literatura, artes plásticas, entre otros. A lo largo del año, se celebran más de 10 festivales relacionados con artes escénicas, así como una gran variedad de eventos musicales, muestras culturales y exposiciones. Entre las ferias y festivales de reconocimiento nacional e internacional celebrados en la ciudad se cuentan el Festival Internacional de la Imagen, la Feria del Libro, el Festival Manizales Grita Rock, el Festival Internacional de Jazz Universitario, el Festival Internacional de Teatro, la Feria de Manizales, entre otros, siendo la cultura uno de los sectores que más mueve la economía en la ciudad.
Manizales cuenta con diferentes espacios como teatros, bibliotecas, auditorios y museos pertenecientes principalmente a la Universidad Nacional de Colombia, sede Manizales y a la Universidad de Caldas. El Centro de Ferias y Exposiciones Expoferias, el Centro Cultural Universitario Rogelio Salmona, el Centro Cultural y de Convenciones Teatro Los Fundadores, así como el Estadio Palogrande y la Plaza de Toros La Monumental, son los principales receptores de eventos culturales en la ciudad.
Entre otros sitios de interés se destacan el Centro Cultural del Banco de la República, el Museo de Arte de Caldas, la Biblioteca Carlos Enrique Ruiz y el Museo Interactivo Samoga de la UN, el Centro de Museos de la Universidad de Caldas, el Museo del Café en el Monumento a Los Colonizadores, el Centro Interactivo Bioma en el eco-parque los Yarumos, entre otros.

### Fiestas

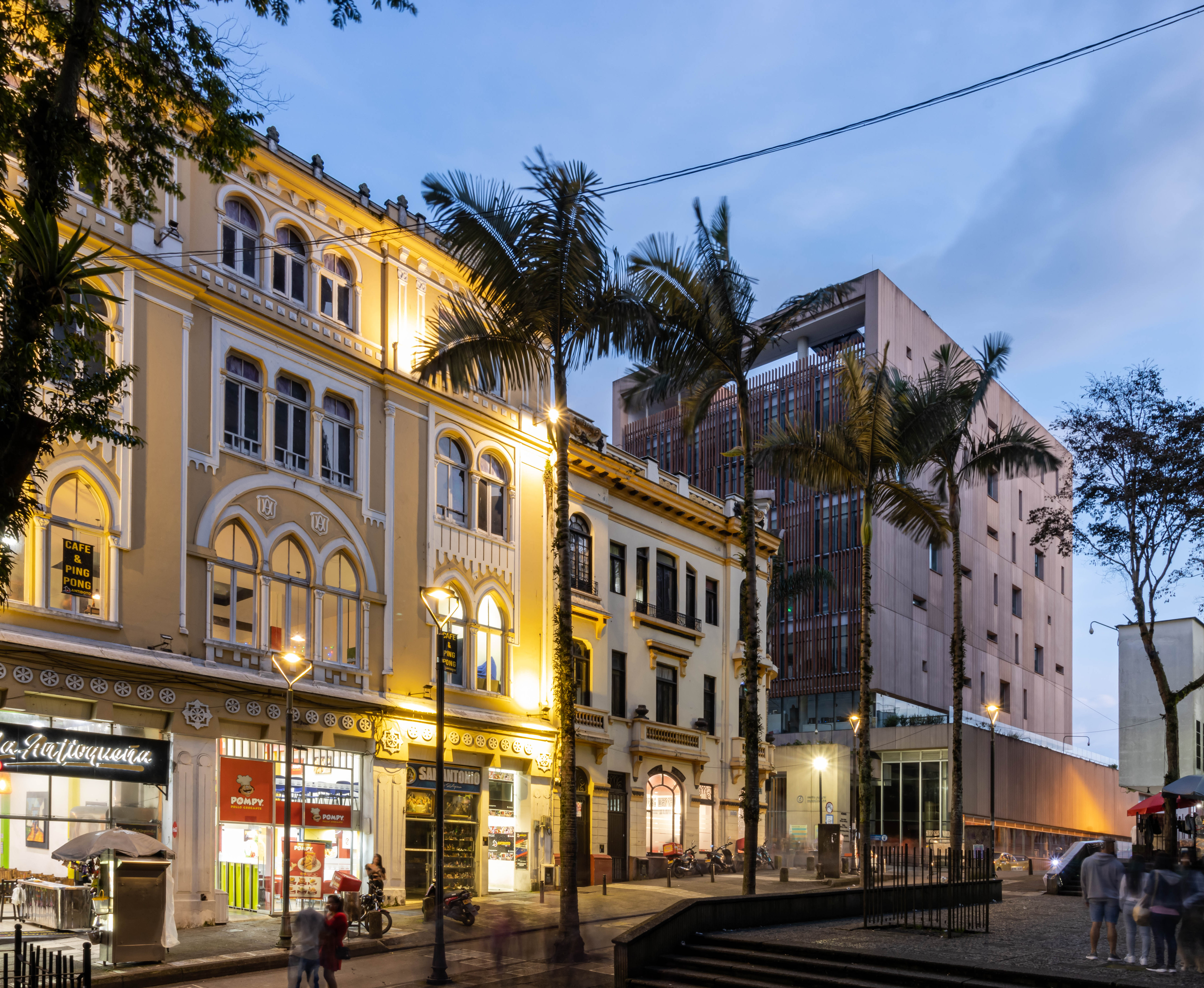
Edificios del Centro Histórico sobre la Calle Córdoba o Calle 23. Al fondo, el Centro Cultural del Banco de la República (Colombia).

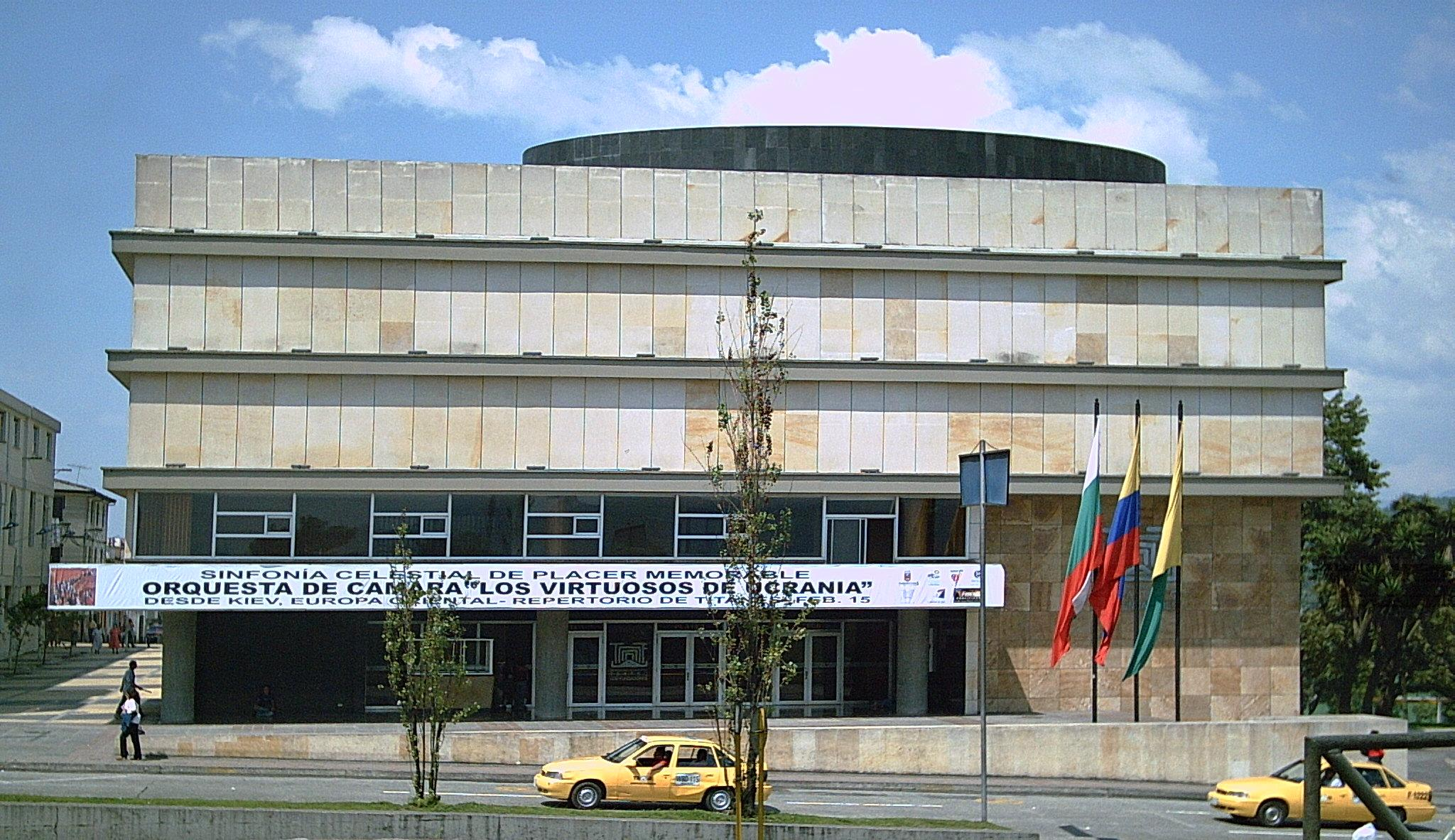
Centro Cultural y de Convenciones Teatro Fundadores.

- Feria de Manizales. Realizada cada año en la ciudad en las primeras semanas de enero, tiene raíces españolas pues está basada en la Feria de Abril en Sevilla (España). En esta feria que atrae gran cantidad de turistas tanto nacionales como extranjeros, se realiza el Reinado Internacional del Café, así como numerosos eventos como la Temporada Taurina, desfiles, exposiciones, entre otros.
- Festival Internacional de Teatro de Manizales. Creado en 1968 es el evento escénico más antiguo del continente, reuniendo en él compañías de gran cantidad de países. Realizado en el mes de septiembre, es uno de los festivales de teatro más importantes, así como el más antiguo de América.
- Festival Grita. Se realiza anualmente desde el año 2005, reuniendo durante tres días numerosas bandas locales como de reconocimiento internacional. El evento cita a la comunidad manizaleña en general y recibe a gran cantidad de personas provenientes de diferentes ciudades y municipios de Colombia, además de la gran comunidad devota a diversos géneros musicales como el rock, el reggae, el metal, el punk y fusiones de la ciudad. El evento ha crecido a lo largo de los años obteniendo significativas cifras de asistencia, lo que lo convierte en uno de los festivales de rock más importantes del país como Altavoz (Medellín) o Rock al Parque (Bogotá).[29][30]
- Festival Internacional de Jazz Universitario. Se celebra anualmente como evento de difusión de este género musical, reuniendo gran cantidad de artistas nacionales e internacionales. Paralelamente, se realiza el Jazz Camp como proyecto de intercambio cultural con realización de talleres teóricos y prácticos dirigidos a estudiantes de música y comunidad en general interesada en el género. El evento es realizado por el Centro Colombo Americano de Manizales y la Universidad de Caldas.[31]
- Festival Internacional de la Imagen. realizado desde 1997 por el Departamento de Diseño Visual de Manizales, el festival aborda diversos temas sociales y ambientales a través de la crítica por medios audiovisuales y de comunicación. En el año 2017, en el marco de la edición 16.º del festival, se celebró el Simposio Internacional de Arte Electrónico ISEA, realizado por primera vez en Iberoamérica y catalogado como uno de los más importantes eventos de arte y tecnología a nivel mundial.[32][33]
- Festival Manizales Biocultural. Realizado con el propósito de generar espacios de conservación natural y arte urbano en el espacio público, el festival reúne anualmente artistas de arte urbano y muralistas de talla nacional e internacional.[34]
- Festival Orquídeas, Café y Arte. En el festival se pueden disfrutar de exposiciones de flora, concursos, seminarios entre otras actividades.[35]

### Bibliotecas
- Red de Bibliotecas Públicas de Manizales
  - Biblioteca Pública Municipal es la sede principal de la red, dispone de una extensa colección que supera los 80.000 libros, además de una sala infantil, puntos de consulta tanto virtual y digital; proporciona una amplia gama de servicios culturales, incluyendo exposiciones, celebraciones especiales y eventos artísticos y comunitarios, actualmente funciona en la sede el Archivo Histórico de Manizales.
  - Bibliotecas Públicas satélites
    - La Enea, Minitas, Villahermosa, El Caribe, Galán, El Bosque, El Carmen y el Nevado

Bibliotecas públicas y universitarias no adscritas a la Red de Bibliotecas
- Biblioteca Centro Cultural del Banco de la República ofrece más de 90,000 materiales bibliográficos para consulta, además, ofrece una variada programación que incluye ciclos literarios, encuentros con escritores, sesiones dedicadas a distintos géneros literarios, talleres para la formación de promotores de lectura y actividades de extensión comunitaria.
- Centro de bibliotecas e información científica de la Universidad de Caldas
  - Biblioteca Central del Campus Salmona se encuentra en el complejo arquitectónico Centro Cultural Universitario Rogelio Salmona de la Universidad de Caldas. Desde su inauguración en 2018, alberga alrededor de 50.000 volúmenes distribuidos en cuatro pisos, junto con una sala dedicada a colecciones especiales y espacios destinados al trabajo colaborativo.[36]
  - Bibliotecas satélites ubicadas en los campus Palogrande, Versalles y Bellas Artes.
- Bibliotecas Universidad Nacional de Colombia
  - Biblioteca Alfonso Carvajal Escobar (Central), inaugurada en 1948, se ubica en el campus Palogrande, cuenta con un área de 1303 m2 y una capacidad para albergar 100.000 volúmenes.
  - Biblioteca Carlos Enrique Ruiz,  inaugurada el 27 de marzo de 2009, se ubica en el campus la Nubia, cuenta con una capacidad para albergar 100.000 volúmenes y un área de 3950 m2 entre los cuales se cuenta un auditorio y una sala de exposiciones que hace parte de la edificación.
  - Biblioteca German Arciniegas, inaugurada el 15 de diciembre de 1992, se ubica en el campus el Cable, cuenta con un área de 275 m2 y una capacidad para albergar 8.000 volúmenes.

También son de destacar las bibliotecas de las universidades privadas las cuales mantienen material bibliográfico sobre distintas disciplinas.
- Biblioteca Alfonso Borrero Cabal de la Universidad Autónoma de Manizales.
- Biblioteca Hna. Josefina Núñez Gómez de la Universidad Católica de Manizales.

### Museos
- Samoga, Museo Interactivo, Ciencia, Juego, Tecnología: El museo motiva a la juventud en el estudio de la ciencia; en los niños a conocer la ciencia a través del juego; a los adultos que la ciencia puede ser tratada en forma lúdica. Ubicado al frente del Estadio Palogrande, pertenece a la Universidad Nacional.
- Museo de Arqueología: Perteneciente a la Universidad de Caldas, está conformado por más de 3700 piezas, en un 90 % son objetos cerámicos, un 3 % piezas orfebres, un 5 % son líticos y un 2 % orgánicos. La calidad técnica, la variedad de formas y la riqueza en la decoración, hace que esta colección sea una de las más importantes en la región.
- Museo de Geología de la Universidad de Caldas: Creado en 1984, está compuesto por rocas, minerales y una rica colección de fósiles entre los que se destacan importantes especímenes del periodo terciario.
- Museo de Arte de la Universidad de Caldas: Conformado principalmente por obras donadas de David Manzur, entre otras obras y también una colección gráfica de diseño visual.
- Museo de Historia Natural: Ubicado en la sede principal de la Universidad de Caldas, y perteneciente a la misma, muestra más de 1000 especímenes de insectos, vertebrados, peces procedentes de varias regiones del país y cinco dioramas que representan varios ecosistemas del país.

### Teatros y auditorios
- Centro Cultural y de Convenciones Teatro Fundadores
- Teatro El Galpón
- Teatro 8 de junio
- Auditorio K- Universidad Nacional de Colombia
- Auditorio R- Universidad Nacional de Colombia

## Patrimonio

### Edificaciones

#### Centro Histórico

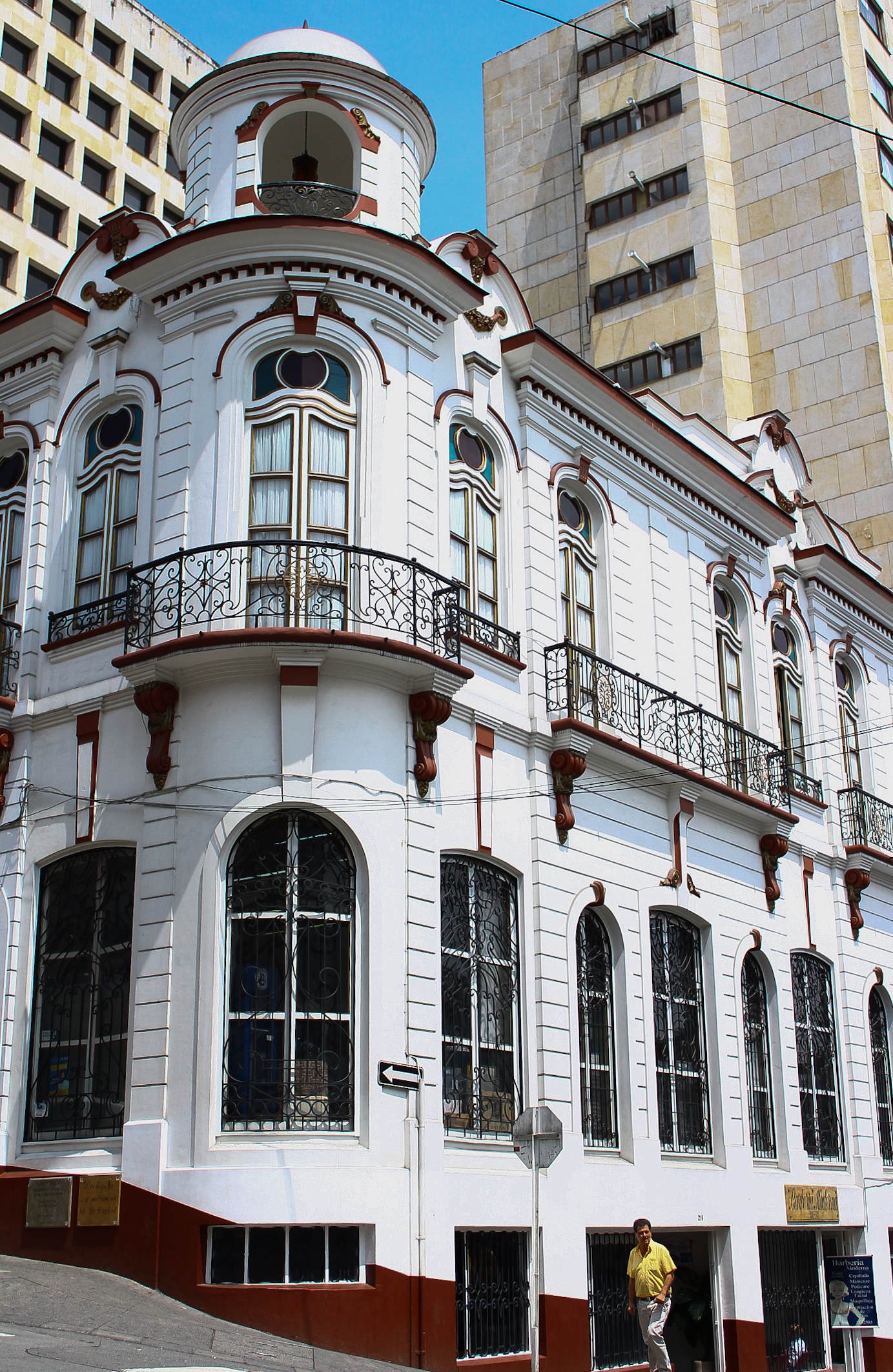
Casa Estrada, declarada Monumento Nacional

Es la zona céntrica de la ciudad, donde convergen actividades culturales, comerciales y administrativas, y de importancia histórica para la ciudad al ser el punto de partida de configuración de la misma desde su fundación; en él se encuentran los bienes arquitectónicos vinculados a la historia de la ciudad, siendo declarado Patrimonio Nacional.
La arquitectura de Manizales integra las influencias de distintas épocas, creando un estilo muy particular, no solo en su expresión formal, sino también, en la utilización de materiales locales como la guadua y la madera, que se ajustan a la difícil topografía y sismicidad de la región. Como consecuencia de esto, también nace la llamada arquitectura republicana (nombre que toman las formas neoclásicas de la arquitectura nacional). En su arquitectura se destaca la Catedral Basílica, proyecto propuesto por el francés Julien Auguste Polti, inspector de monumentos históricos de su país.
Manizales por su emplazamiento geográfico y su fuerte topografía, posee características particulares. Está ubicada en el filo de la colina a una altitud de 2153 m s. n. m., lo cual permite la apertura permanente al paisaje a lo largo de su recorrido. El crecimiento urbanístico, que inicialmente partió de una trama ortogonal que se conserva en el centro de la ciudad, usual en los asentamientos antioqueños, y que poco a poco se transformó de manera orgánica para adaptarse a las condiciones topográficas.

#### Otras edificaciones
En Manizales se han declarado monumento nacional fuera del centro de la ciudad a las siguientes edificaciones:
- Capilla San Pio X. (Sección Recintos religiosos)

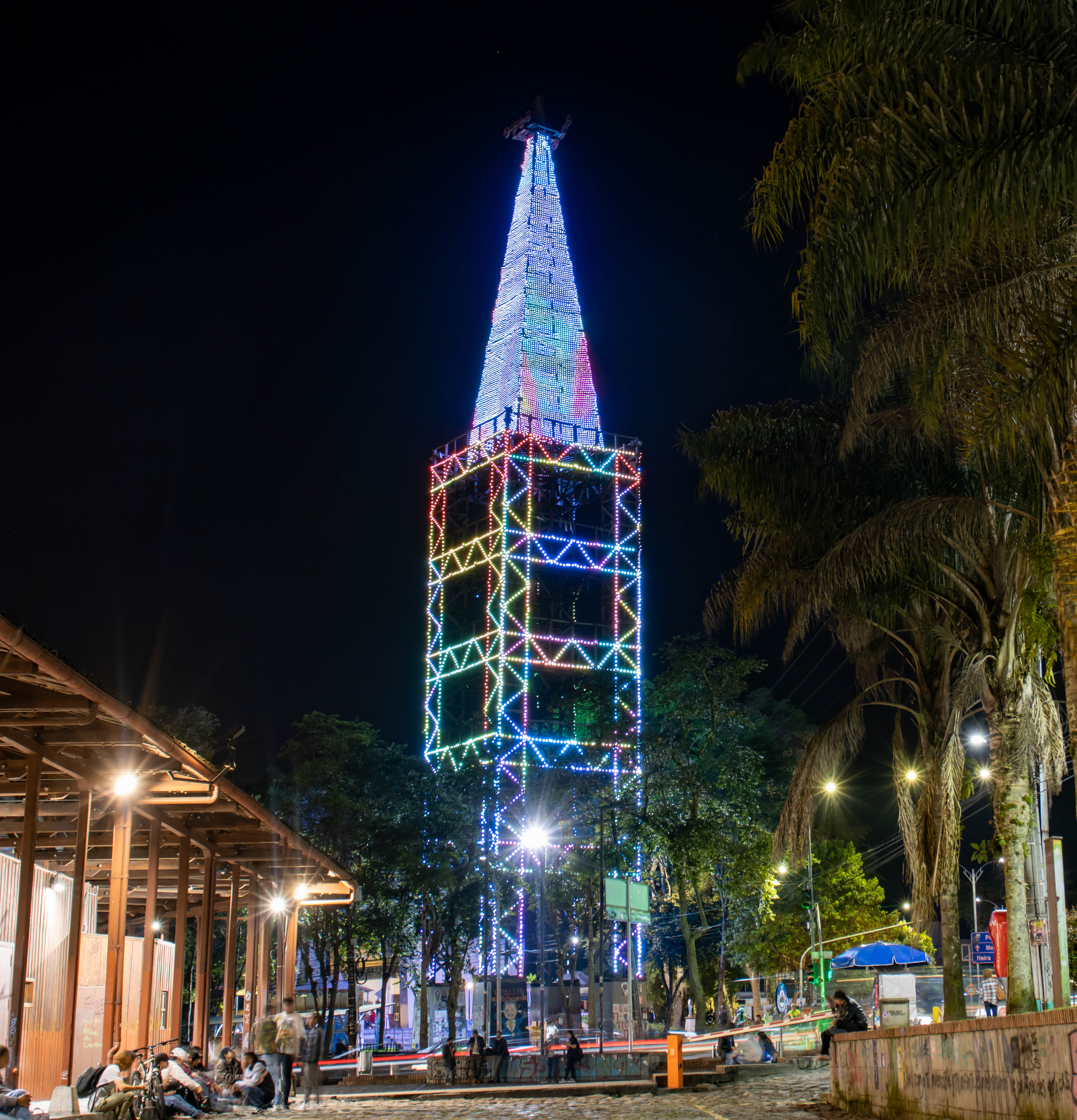
Torre de Herveo, comúnmente conocida como Torre del Cable, iluminada en la noche

- Torre de Herveo (conocida también como Torre del Cable). Fue una torre que sirvió a la línea del Cable Aéreo Manizales - Mariquita. Construida originalmente en acero, la torre venía desde Inglaterra en un buque que fue hundido por un submarino alemán durante la Segunda Guerra Mundial. Debido a este suceso, se llevó a cabo la construcción de una nueva torre igual a la original, esta vez en maderas nativas de la zona. Su nombre proviene del municipio de Herveo (Tolima) donde se encontraba ubicada hasta su traslado a Manizales por parte de Ferrocarriles Nacionales en 1984.
- Antigua Estación del Cable. Llamada como Estación La Camelia, fue construida por el ingeniero neozelandés James Ferguson Lindsay, siendo la estación principal del sistema del Cable Aéreo Manizales - Mariquita. Actualmente es sede de la Escuela de Arquitectura y Urbanismo de la Universidad Nacional Sede Manizales.
- Antigua Estación del Ferrocarril. Construida en 1928, sirvió al Ferrocarril de Caldas, línea del Ferrocarriles Nacionales. Actualmente es el bloque administrativo de la Universidad Autónoma de Manizales.
- Concentración Escolar Juan XXIII. El edificio inicio su construcción en 1912 y culminó en 1915, siendo actualmente la construcción en bahareque más grande del mundo. En los últimos años se ha intentado recuperar la edificación, abandonada desde 2011, con la propuesta de crear allí un gran centro cultural para la ciudad.[38]
- Palacio de Bellas Artes. El edificio es la unión de estilos como el republicano, el Art-Deco y el modernismo. Fue declarado Monumento Nacional el 19 de octubre de 1995 y actualmente pertenece a la Universidad de Caldas.

### Recintos religiosos

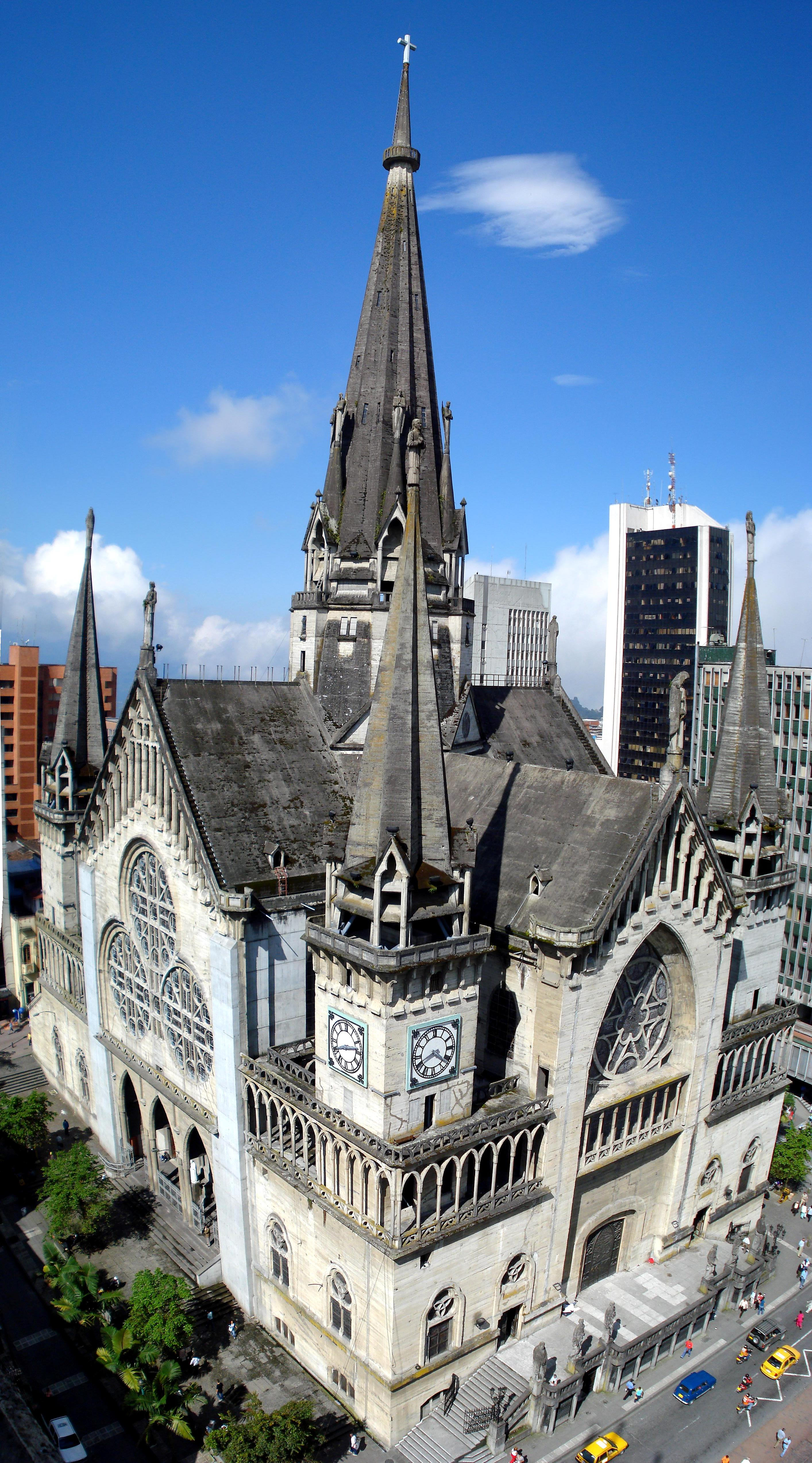
Catedral basílica de Nuestra Señora del Rosario de Manizales

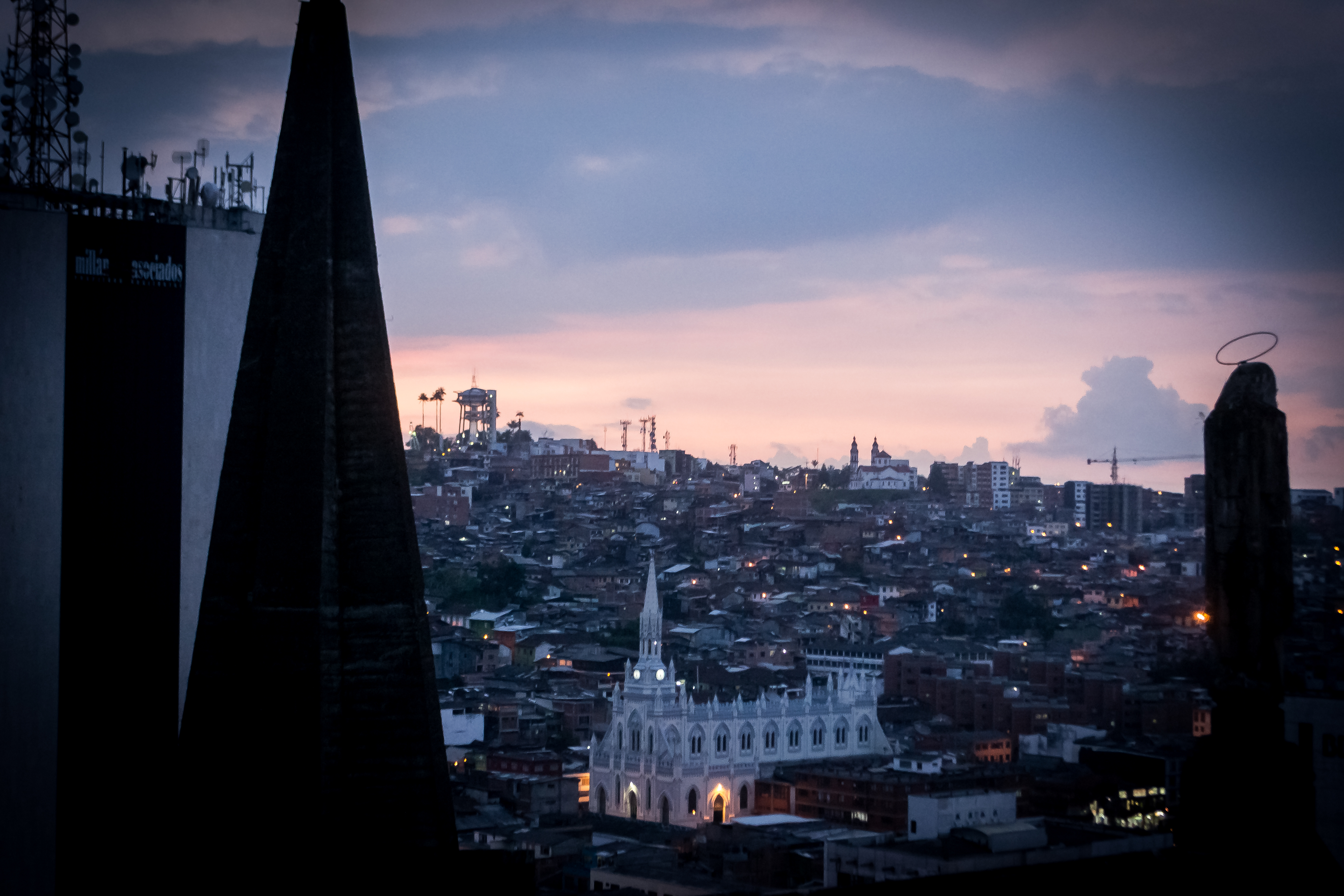
Iglesia los Agustinos y barrio Chipre desde la catedral de Manizales

Uno de los productos turísticos que tiene esta hermosa ciudad, es el turismo religioso, que brinda la oportunidad de conocer su arquitectura y arte religioso, resaltando los templos más antiguos, los más admirados en el centro de la ciudad.

#### Iglesias

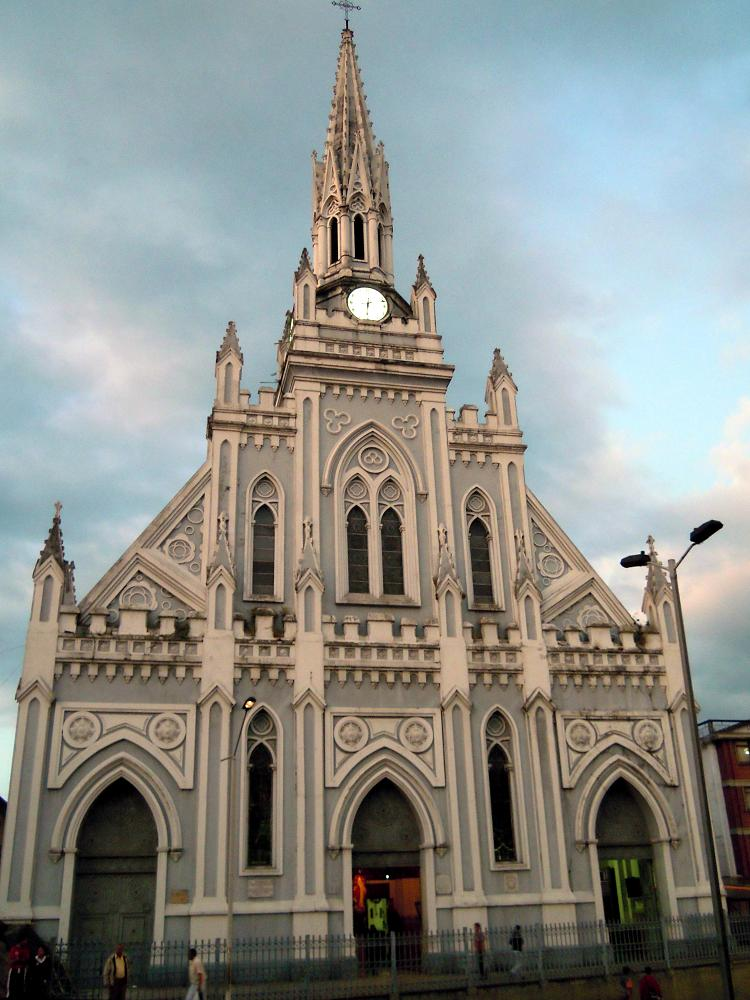
Iglesia Sagrado Corazón de Jesús (Los Agustinos).

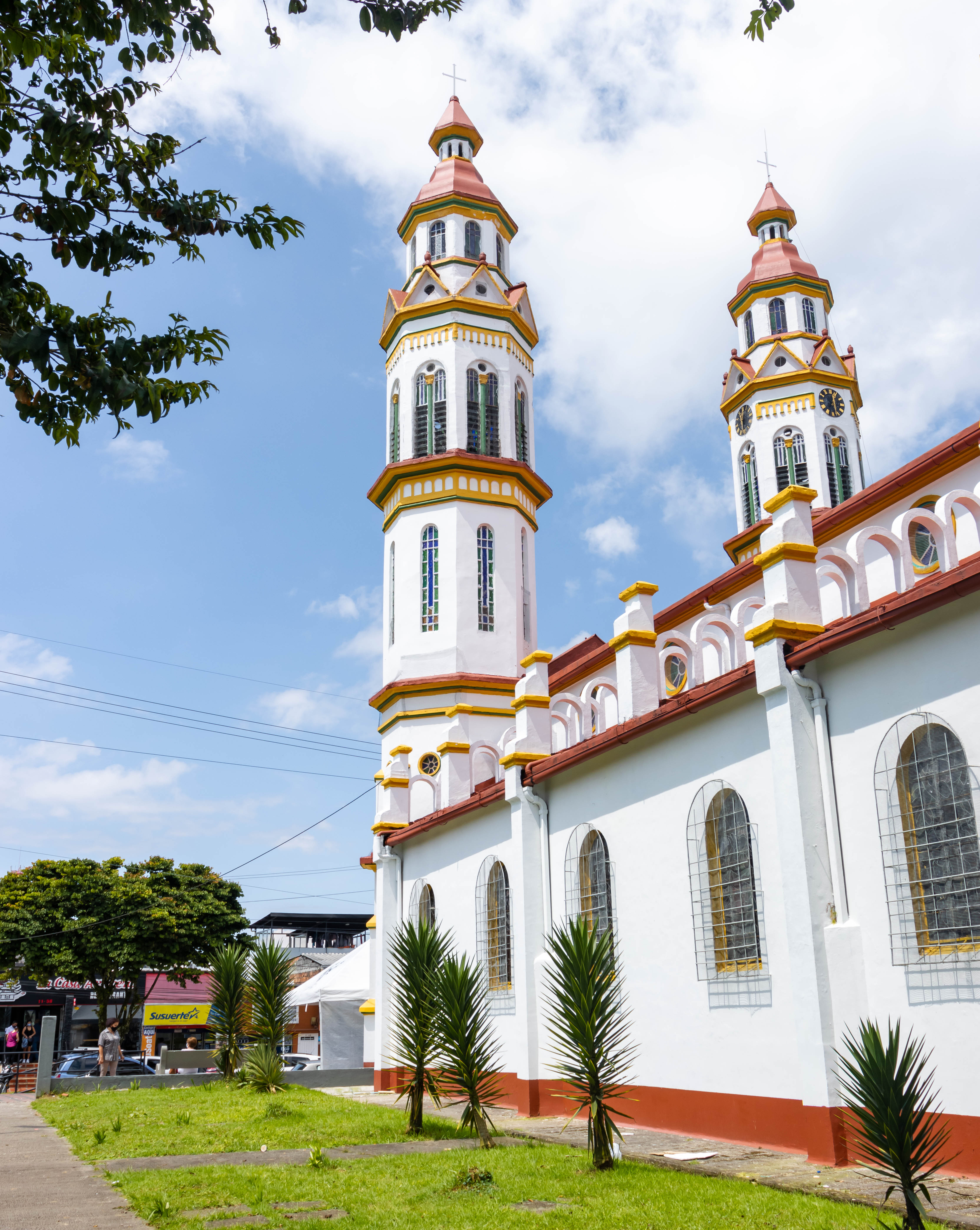
Iglesia de Nuestra Señora del Rosario en el barrio Chipre, al occidente de la ciudad.

- Catedral Basílica Nuestra Señora del Rosario. Es la estructura más alta de la ciudad, con 115 metros de alto, además de ser la catedral más alta de Colombia. Tiene un estilo neogótico, haciéndola única en el país. Es uno de los atractivos turísticos de la ciudad. Tras la destrucción de la antigua catedral ocasionada por un incendio, se inició la construcción de la actual, que se concluyó en 1939. El edificio incluye el Corredor Polaco ubicado en la parte superior de la torre central, y al cual se llega por medio de un recorrido al interior de esta. Durante el ascenso se aprecia la historia de la construcción de la catedral así como la historia de la ciudad.
- Basílica Menor de La Inmaculada Concepción. Ubicada en el Parque Caldas, es una de las más representativas de la ciudad. En 1902 cuando se posesionó el padre Nacianceno Hoyos se autorizó la construcción donde debería estar la iglesia parroquial de Manizales. Esta cuenta con algunas de las obras de arte religioso más clásicas de la ciudad.
- Iglesia Nuestra Señora del Rosario. Ubicada en el tradicional barrio Chipre al occidente de la ciudad, es una réplica de la antigua catedral que se encontraba donde hoy se encuentra la actual catedral, la cual fue destruida en el incendio de 1926.
- Iglesia Sagrado Corazón de Jesús (Los Agustinos). Este es uno de los templos más simbólicos de la ciudad después de la Basílica de la Catedral de estilo neo-gótico, construido por la comunidad española de los Agustinos Recoletos, que llegó a Manizales en 1901. Inaugurado el 28 de abril de 1903, tomando el barrio que rodea el nuevo nombre de los Agustinos. Finalmente se completó en 1910. El 21 de julio de 1914 se colocó la primera piedra para lanzar un nuevo templo, que se compondría de tres buques de 48 metros de largo por 12 alto ancho y 18. Se completó en 1926. En 1955 cayó al relámpago Iglesia causando un incendio, que obligó a una reconstrucción más difíciles a 8 años, conservando el estilo que tenía. En 1969, fue creada por el arzobispo de decreto el sagrado corazón de Jesús parroquia (Agustinos)
- Capilla San Pio X. Esta capilla que evidenció el surgimiento, desarrollo e historia de la ciudad, fue construida en el año de 1876. Sin embargo, fue consumida por un incendio en el año 2010. Poseía un gran valor arquitectónico con estilo clásico colonial español, y fue declarada como monumento histórico nacional en 1983. Poseía una importante colección de pinturas y esculturas. Construida en bahareque y madera, con una planta en forma de cruz y una sola nave, los brazos de la misma conforman dos capillas. El volumen de la iglesia estaba rodeado por una tapia de media altura. El acceso estaba marcado por un volumen rematado en un techo a cuatro aguas. Actualmente se buscan fondos para su reconstrucción.
- Iglesia Nuestra Señora de Fátima. En 1961 se bendijo la primera piedra para la construcción del santuario. Los planos fueron elaborados por el padre Gerardo Bottacin. En 1986, la iglesia fue inaugurada y consagrada, siendo una de las iglesias más representativas de la ciudad.

#### Cementerios
- Cementerio San Esteban. Ubicado en la Avenida Paralela. Fue construido en 1923, con un estilo romano, con sus grandes mausoleos de mármol de Carrara. Considerado como uno de los mejores del país, pertenece a la Parroquia de Cristo Rey siendo así el principal cementerio de la ciudad.
- Cementerio Jardines de la Esperanza. Ubicado en la vía que se dirige a Bogotá, se caracteriza por su tranquilidad y sus extensas zonas verdes.

### Parques y plazas
La ciudad cuenta con varios parques y plazas, tanto ecológicos como urbanos. Algunas de ellas poseen gran cantidad de historias y también han sufrido constantes remodelaciones. Los parques ecológicos se encuentran en la zona rural del municipio, con algunos pocos dentro del área urbana.

#### Plazas

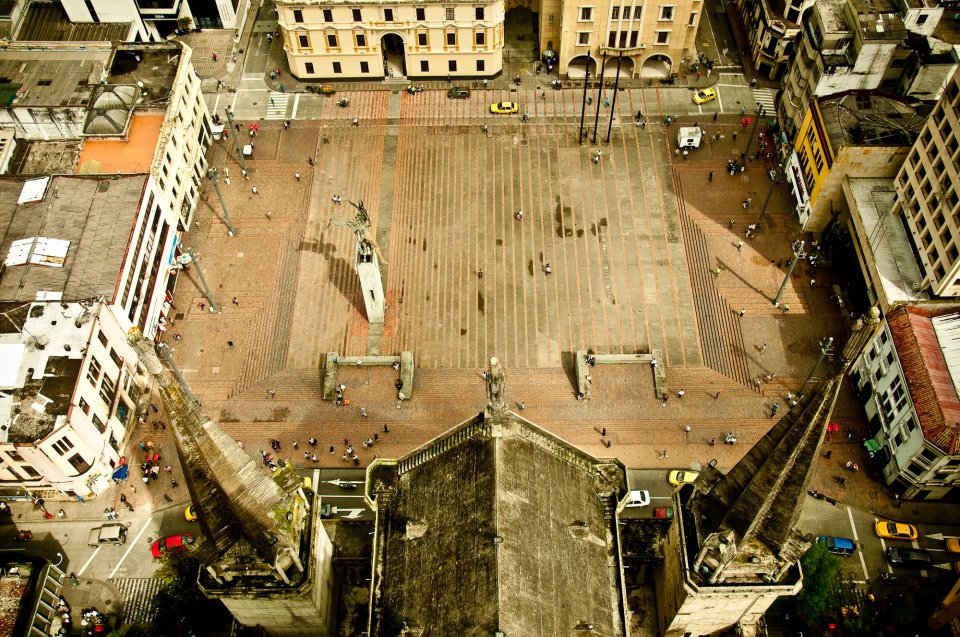
Vista de la Plaza de Bolívar de Manizales desde el Corredor Polaco.

- Plaza de Bolívar. Localizada en el centro de la ciudad, es la principal plaza de Manizales; en este lugar se encuentra la estatua del Bolívar Cóndor, reconocido a nivel nacional, además de dos murales hechos por el escultor Guillermo Botero: "Preludio de Lanzas Llaneras" y "Vientos de libertad". La plaza ha sufrido variadas remodelaciones desde la fundación de la ciudad. Las principales edificaciones que rodean esta plaza son la Gobernación de Caldas, el Hotel Escorial, y la catedral de Manizales.
- Plaza Alfonso López Pumarejo. Esta plaza la cual lleva el nombre del fallecido expresidente de Colombia, Alfonso López Pumarejo, se localiza cerca del barrio Los Agustinos en el centro de la ciudad. Terminada en el 2009, es una de las principales áreas públicas de la ciudad. Años antes de su construcción, este espacio fue ocupado por el edificio de la Alcaldía de Manizales, demolido por implosión en el año 2002. Las principales edificaciones que la rodean son la Iglesia de Los Agustinos, el Teatro Manizales y la Secretaría de Tránsito y Transporte.

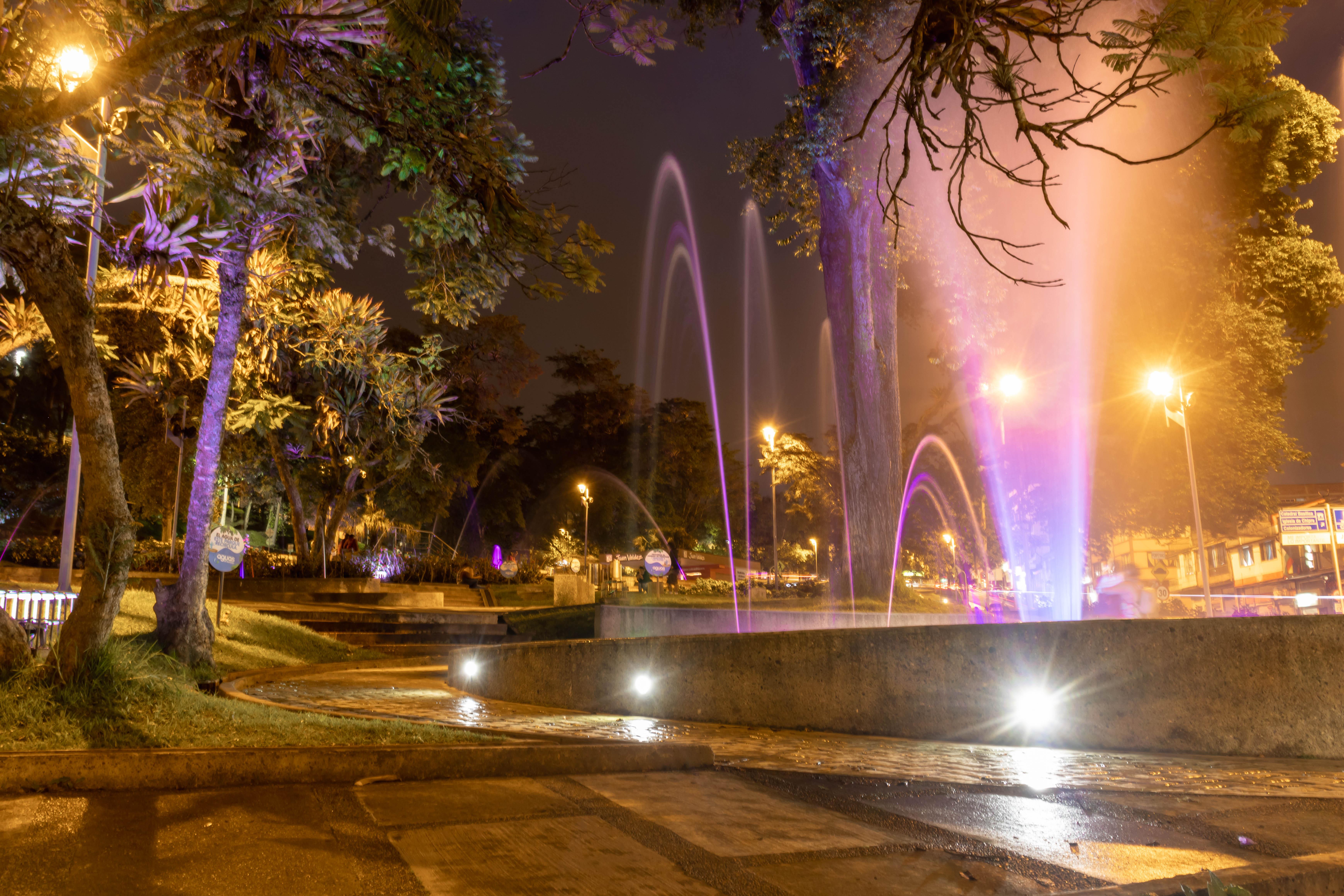
Parque del Agua

#### Parques urbanos
- Parque Caldas. Es uno de los parques más antiguos de la ciudad. Se localiza en el centro de la ciudad, y su nombre se debe a Francisco José de Caldas del cual hay una estatua en el centro del parque. Antiguamente se le llamaba Parque Sucre. Las principales edificaciones que lo rodean son La Iglesia de La Inmaculada y el Centro Comercial Parque Caldas; se conecta con la Plaza de Bolívar por medio de la carrera 22.
- Parque Fundadores. Es un reconocido parque de la ciudad, localizado en el centro de esta, cerca del Parque Caldas. Hace honor a los fundadores de la ciudad. El parque consta de una fuente en el centro, y de doce pilares que simbolizan las doce familias fundadoras; se encuentra sobre la avenida Santander, y las principales edificaciones que lo rodean son el Liceo Isabel La Católica, y el Teatro Fundadores, el más importante de la ciudad. Otras estructuras cercanas son la estación Fundadores del Cable Aéreo y el Centro Comercial Fundadores.

Otros parques

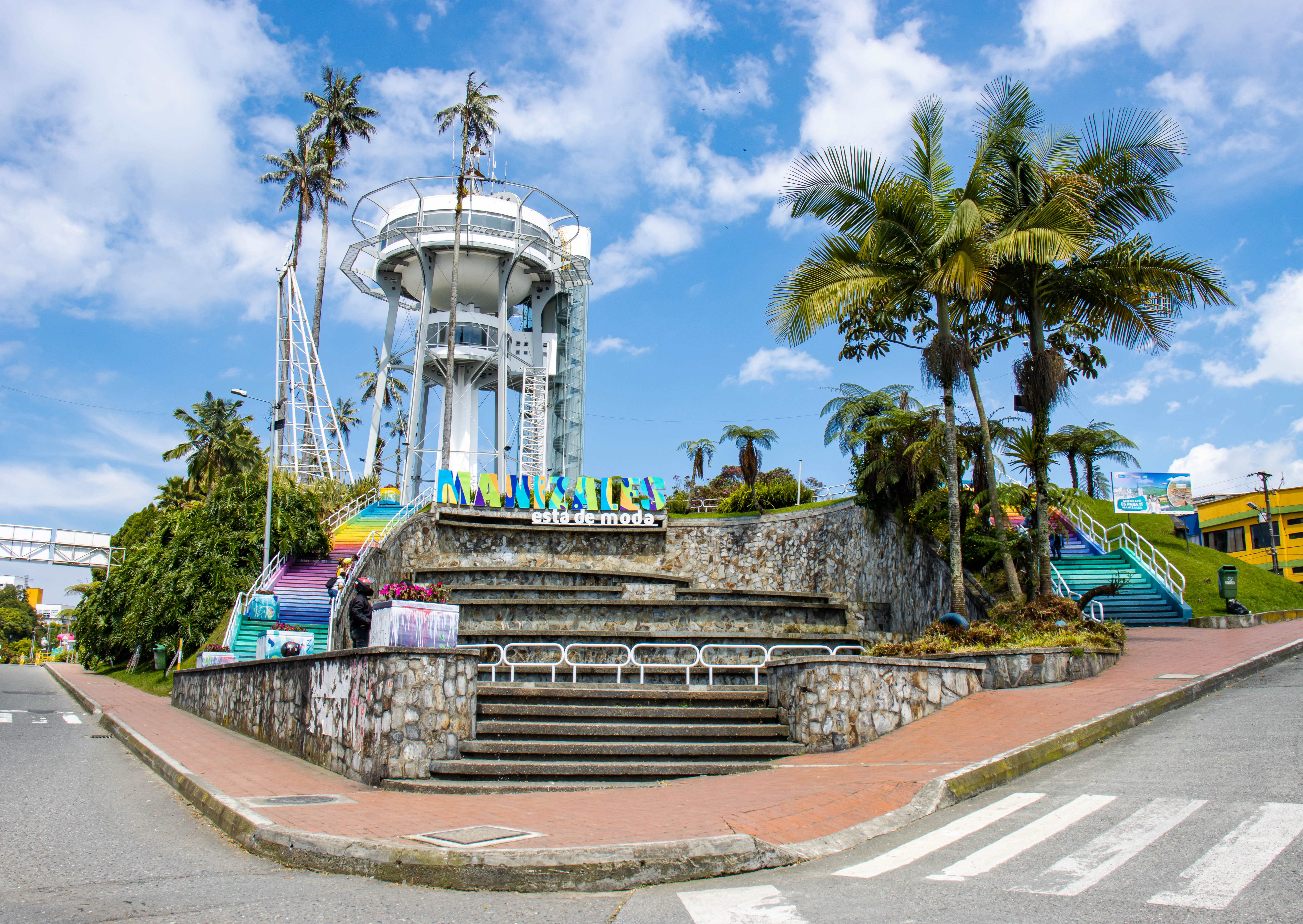
Parque Observatorio y torre panorámica de Chipre

| - Parque San José. - Parque Antonio Nariño (el Cable). - Parque Ernesto Gutiérrez. | - Parque Liborio Gutiérrez. - Parque La Estrella. - Parque del Agua (Olaya Herrera). | - Parque El Arenillo. - Parque de la Mujer (Luz Marina Zuluaga). - Parque Bellavista. |

#### Parques ecológicos

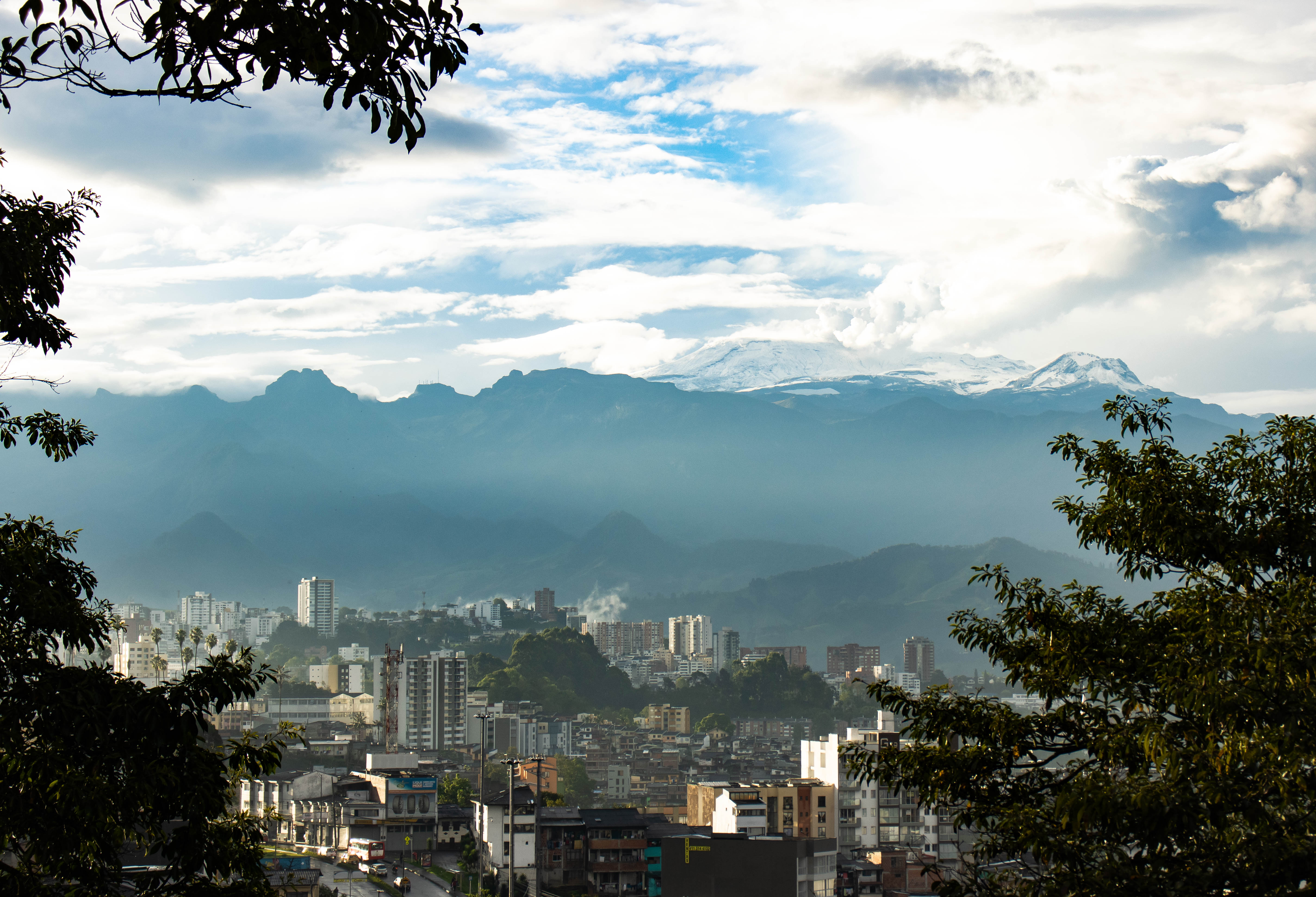
El nevado del Ruiz del parque nacional natural Los Nevados visto desde la ciudad.

- Parque Nacional Natural Los Nevados. Se encuentra aproximadamente a una hora de la ciudad. El parque se cuenta como uno de los lugares más reconocidos y turísticos del país. Se encuentra ubicado entre los departamentos del Tolima, Caldas, Quindío y Risaralda, y comprende el nevado del Ruiz, el Nevado del Cisne y el Nevado Santa Isabel, visibles desde la ciudad, además de los Nevados del Quindío y del Tolima.

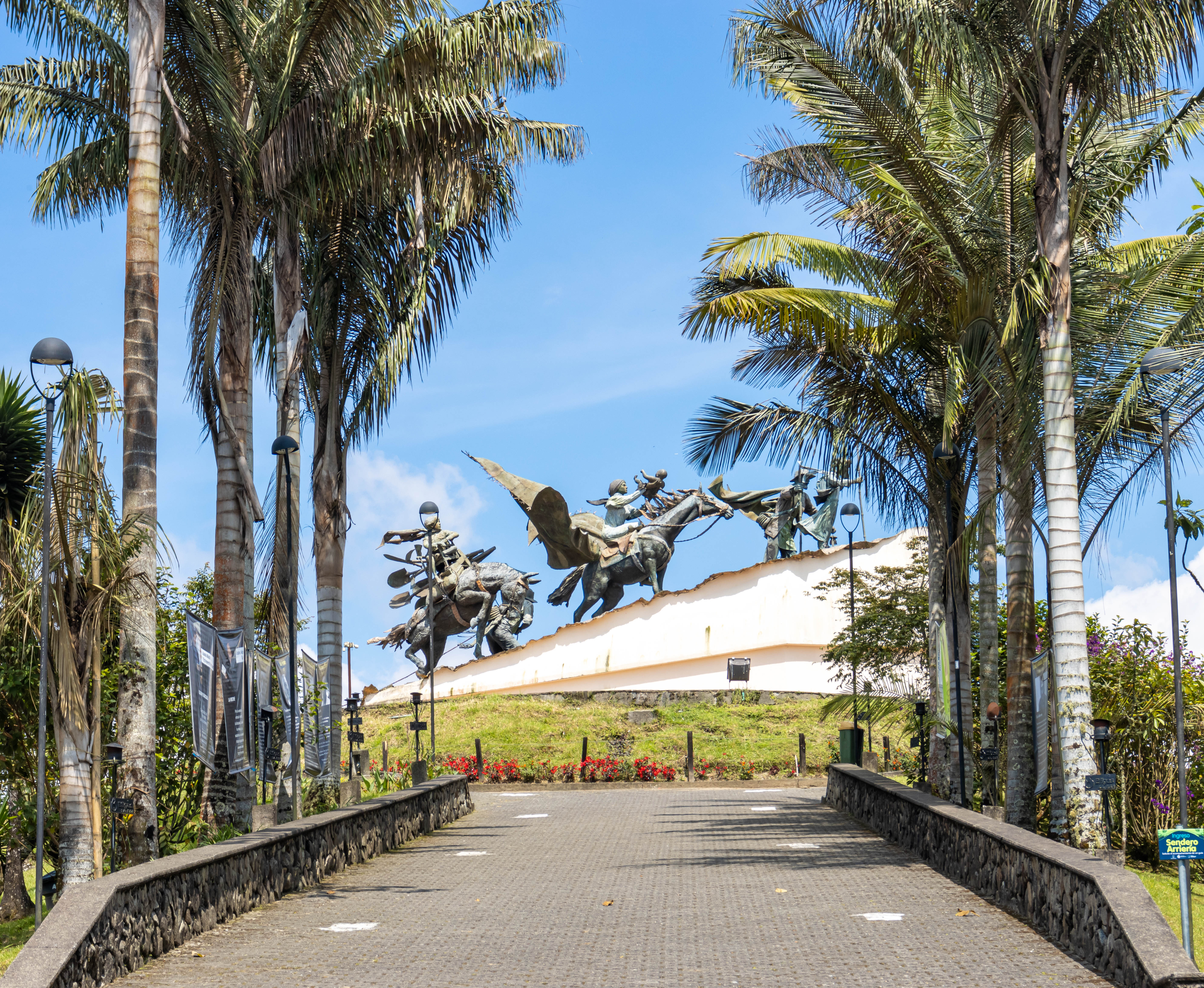
Monumento a los Colonizadores

- Parque Aventura Cumanday. Es un nuevo parque ubicado en el kilómetro 7 de la vía Manizales-Bogotá. Tiene una extensión de 40 hectáreas de bosques, cuenta con dos senderos ecológicos, además de ser un parque de vértigo en cuerdas y muro de escalar.

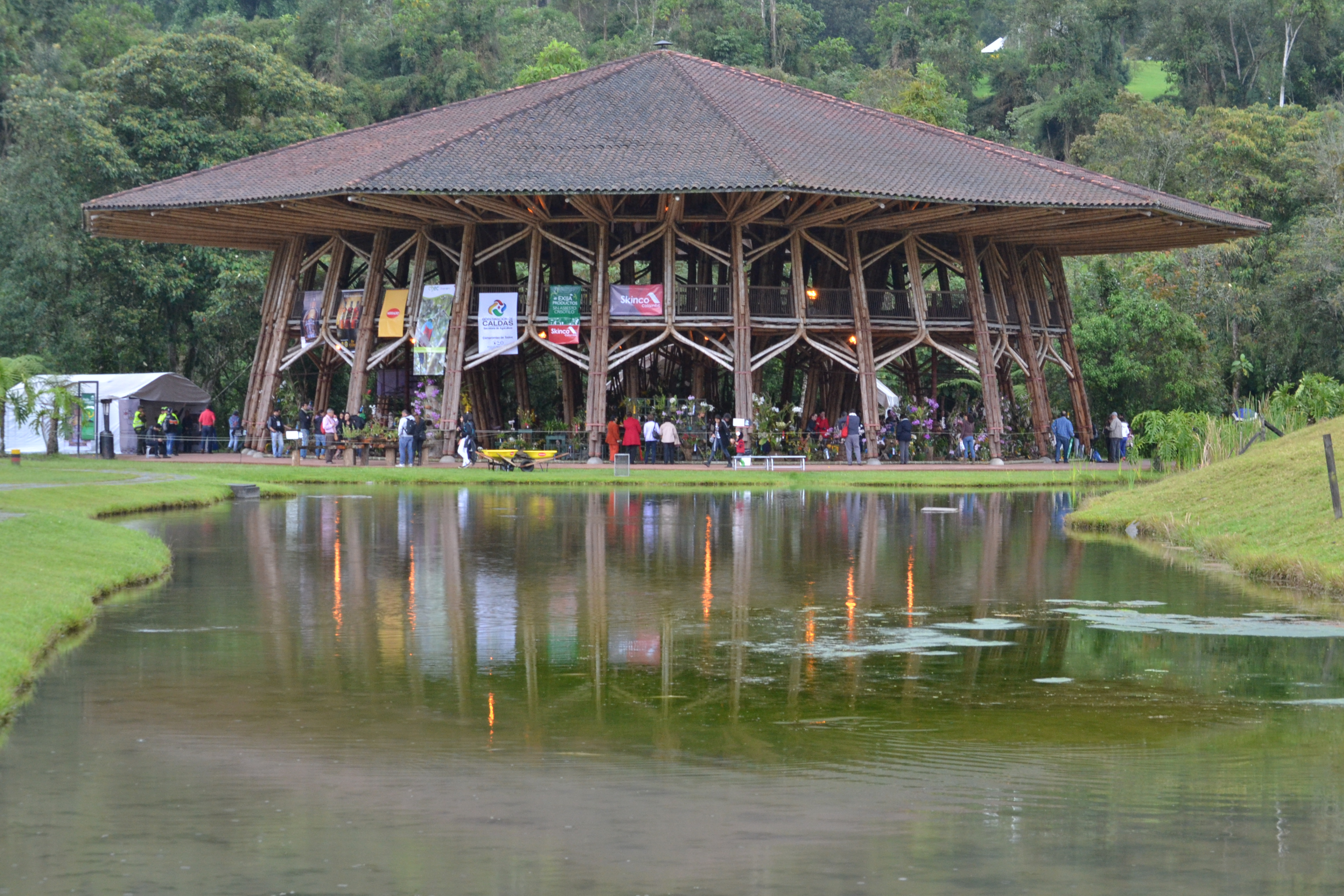
Pabellón Zeri del Recinto del Pensamiento.

- Reserva forestal nacional protectora Río Blanco. Es una reserva forestal nacional protectora declarada en 1992 por el ministerio de Agricultura, que se encuentra ubicada vía al barrio la Toscana a 3 kilómetros y medio de la ciudad de Manizales, a unos 15 minutos de la zona rural, en una vía con carretera accesible pero destapada y a una altura entre 2240 y 3700 m s. n. m. Uno de sus atractivos es el avistamiento de flora y fauna.
- Recinto del Pensamiento Jaime Restrepo Mejía. Es un sitio ideal para los procesos de educación y sensibilización ambiental, por su oferta paisajística y sus senderos y jardín de mariposas. Así mismo, este lugar posee una infraestructura ideal para la realización de eventos culturales, académicos, científicos a nivel regional, nacional e internacional. Se ubica al oriente de la ciudad.

- Red de Ecoparques

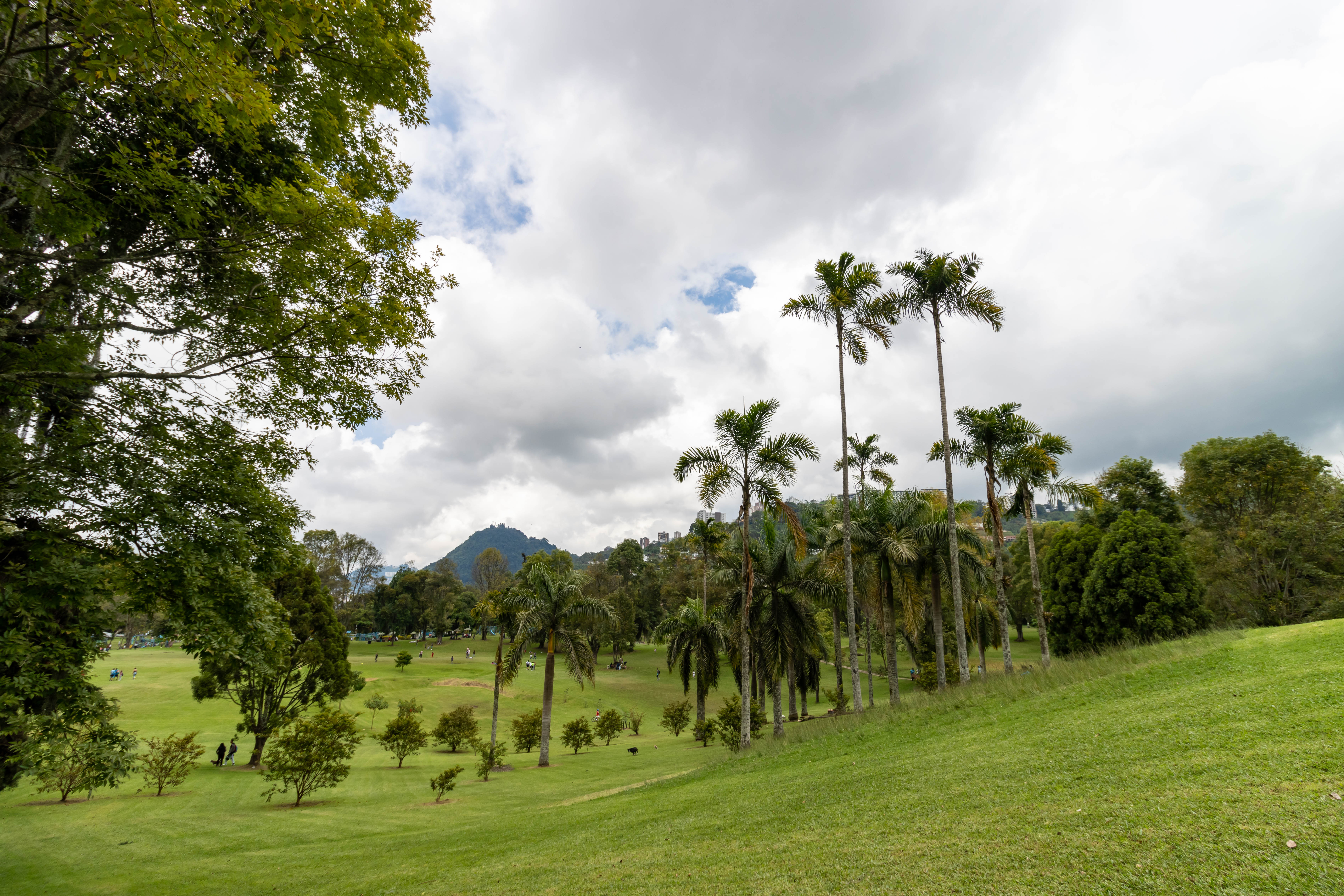
Parque Bicentenario, conocido también como Bosque Popular El Prado.

  - Bosque Popular el Prado. Ubicado en el kilómetro 3 Vía al Magdalena; cuenta con una extensión de 53 hectáreas de zona natural, donde se pueden realizar gran cantidad de actividades para disfrutar en familia, debido a que cuenta con diferentes zonas para practicar deporte. Es el parque de acceso gratuito más visitado del Paisaje Cultural Cafetero, pues allí se pueden disfrutar de hermosos paisajes y amplias zonas verdes y recreativas.
  - Ecoparque Los Alcazares Arenillo. Este parque ubicado al occidente de Manizales, posee 35 hectáreas, con un clima subtropical húmedo, posee gran cantidad de flora y de fauna convirtiéndolo en un punto esencial para el avistamiento en especial de aves, en el también se encuentran pequeños pero hermosos cuerpos de agua.
  - Ecoparque Los Yarumos. Este parque de selva húmeda y tropical está ubicado en el costado nororiental de Manizales, más precisamente en el barrio Viveros, posee 53 hectáreas e incluye salas para charlas didácticas, biblioteca, senderos de observación, zona de acampada, casa para el guardabosque, lago, estación terminal del cable aéreo, plaza de los yarumos, parqueaderos, módulos para ventas de alimentos y artesanías, escenarios atractivos y juegos infantiles, vivero, sede administrativa, zonas de servicios, sala de cine en tres dimensiones, y un polideportivo para la práctica de varios deportes.

## Deporte
Manizales cuenta con centros deportivos sobre todo en la zona del Estadio Palogrande. La ciudad también cuenta con un equipo de fútbol: el Once Caldas, el cual tiene como sede el estadio mencionado. Fue ganador de la Copa Libertadores 2004 y 4 veces de la Categoría Primera A de Colombia. Se sitúa en la posición histórica del rentado colombiano como el octavo equipo más importante del país. Ha contado también con 2 equipos de baloncesto: Caldas Bancafetero Aces y Sabios Caldas, los cuales han quedado campeones del Baloncesto Profesional Colombiano en los años 1989 y 2000 respectivamente; ambos tuvieron como sede el Coliseo Jorge Arango Uribe y están inactivos en la actualidad, su lugar en este momento es tomado por la sección de baloncesto del Once Caldas. También en el deporte del fútbol de salón cuenta con dos representantes en los torneos profesionales de microfútbol tanto en la rama masculina con Real Caldas FS (anteriormente llamado Cuervos de Caldas) como en la rama femenina con el equipo del mismo nombre del equipo masculino Real Caldas FS.
Manizales también ha sido sede de eventos deportivos como los IV Juegos Deportivos Nacionales, en 1936, Campeonato Sudamericano Sub-20 de 1987, la Copa América 2001 el Campeonato Sudamericano Sub-20 de 2005 y más importante Copa Mundial de Fútbol Sub-20 de 2011.

### Escenarios deportivos
- Estadio Palogrande  Fútbol,  atletismo (42 678 espectadores)
- Coliseo Mayor Jorge Uribe: Baloncesto (5000 espectadores)
- Coliseo Menor Ramón Marín Vargas:  Voleibol,  artes marciales, y  fútbol sala (1000 espectadores)
- Plaza de Toros de Manizales: (15 000 espectadores) Corridas de Toros, Conciertos
- Pista de Patinaje Palogrande
- Piscina Olímpica del Bosque Popular
- Bosque Popular el Prado: Parque con todas las canchas deportivas necesarias
- Club Campestre de Manizales  Golf
- Liga Caldense de Tenis  6 canchas de tenis.
- Escuela de Billar Manizales: Entidad sin ánimo de lucro, dedicada a promover la práctica del billar como deporte.
- Patinódromo: Cuenta con 3 curvas- está ubicado en el barrio La Enea
- Campus Deportivo UCM - Cuenta con 2 canchas de fútbol sala, 2 canchas de squash, gimnasio y piscina
- Unidad Deportiva Universidad Nacional de Colombia, Campus La Nubia - Cuenta con centro de acondicionamiento y preparación física dotado con todo tipo de máquinas, zonas húmedas y sala para danzas y artes marciales, cancha de fútbol, cancha sintética de tenis de campo y fútbol sala, cancha de baloncesto y cancha auxiliar multifuncional.

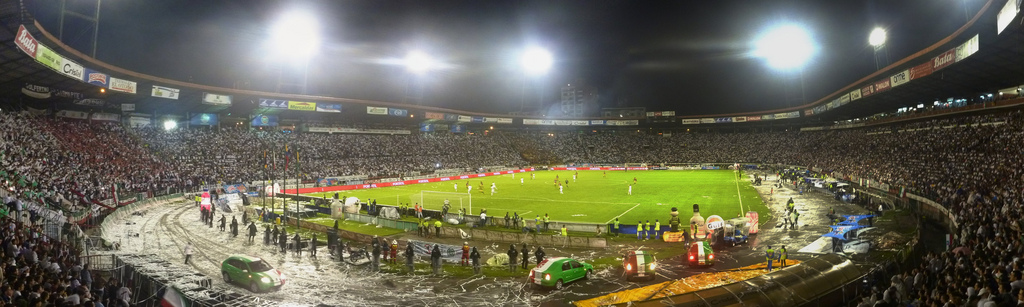
Estadio Palogrande.

### Equipos de Manizales
| Equipo                                   | Liga                                        | Estadio                          | Campeonatos                    |
| ---------------------------------------- | ------------------------------------------- | -------------------------------- | ------------------------------ |
| Once Caldas                              | Categoría Primera A                         | Estadio Palogrande               | 4                              |
| Once Caldas                              | Liga de Futsal FIFA                         | Coliseo Menor Ramón Marín Vargas | 1 (como Club Deportivo Lineal) |
| Real Caldas FS (Antes Cuervos de Caldas) | Copa Profesional de Microfútbol             | Coliseo Menor Ramón Marín Vargas | 0                              |
| Universidad de Manizales                 | Liga Nacional de Fútbol de Salón (Colombia) | Coliseo Menor Ramón Marín Vargas | 0                              |
| Once Caldas                              | Baloncesto Profesional Colombiano           | Coliseo Jorge Arango Uribe       | 0                              |

## Símbolos

### Escudo
Está constituido por cuatro planos, un plano lejano o profundo cuyo motivo son el volcán y el nevado del Ruiz, en color blanco en zócalo y firmamento azules. Un segundo plano en tonalidades verdes que presenta el complejo de la cordillera y el cerro de San Cancio, cruzado por un camino ascendente. El plano tercero está dominado por la catedral de Manizales en el color de su materia arquitectónica; y un cuarto plano representado por una puerta de alas abiertas, con la apariencia de maderas sin pulir y en color sepia, provistas de una chapa o aldabón de estilo antiguo. El borde o cenefa del escudo tiene estas características, la parte superior formada por un trapecio, las laterales son dos rectángulos y al inferior es un triángulo isósceles dentro del cual, y en el fondo negro, aparece el diseño de un cóndor. Las dimensiones del borde conservan una proporción de tres a dos a favor de la vertical.

### Bandera
Consta de tres franjas horizontales de igual anchura, en los colores blanco, verde y rojo, con una proporción de 2:3. El color blanco significa las flores del cafeto, el verde el follaje de los cafetales y el rojo representa el color de los granos maduros.
En los pliegues soberanos de su bandera, se presiente el perfume de los blancos azahares, se escucha la canción del viento que pasa por entre el verde de su follaje y se extasían los sentidos con el rojo carmesí de sus granos maduros.
Exhibe los mismos colores y disposición que la bandera de Bulgaria.

### Himno
| La letra de este himno fue compuesta por el poeta Eduardo Carranza. La música por José Rozo Contreras a instancias de Fernando Londoño. Con motivo del Centenario de la ciudad. | CORO Manizales, beso tu nombre que significa juventud beso la orilla de tu cielo y de pie te canto ¡salud | I Sobre tu frente cruza un águila y a tus pies un río de miel; y arde la vida bellamente en el varón y en la mujer. | II La patria entera oye la música que sale de tu corazón y mira hoy hacia tu frente que se levanta como el sol |

## Medios de comunicación

### Prensa
En Manizales y Caldas circula principalmente el diario La Patria en impreso y en su plataforma digital. Hay otras circulaciones en el ámbito nacional como la edición para el Eje Cafetero de El Tiempo y El Espectador.

### Televisión
Manizales cuenta con varios canales de televisión de señal abierta, como en gran parte del territorio colombiano hay cinco canales nacionales: los tres privados Caracol Televisión, Canal RCN, y Canal 1, y los dos públicos Canal Institucional y Señal Colombia. El canal regional Telecafé transmite desde 1992. Las empresas de televisión por suscripción ofrecen canales propios, canales comunitarios, además de señales internacionales.

### Radio
En cuanto a radio, hay múltiples emisoras de AM y FM. Como en casi toda Colombia, la mayoría de las emisoras son manejadas por Caracol Radio, RCN Radio, Organización Radial Olímpica y RTVC.

## Servicios públicos
- Energía Eléctrica: Central Hidroeléctrica de Caldas (CHEC), del grupo EPM, es la empresa prestadora del servicio de energía eléctrica.
- Gas Natural: Efigas es la empresa distribuidora y comercializadora de gas natural en el municipio.

## Ciudades hermanas
- Soyapango, El Salvador[40]
- Cork, Irlanda[41]